# 鉄腕アトム
『鉄腕アトム』（てつわんアトム、日本での英題はMighty Atom）は、手塚治虫による日本のSF漫画、およびそれを原作としたテレビアニメ、特撮テレビ番組の作品名、並びに作品内の主人公である架空のロボットの名称。テレビアニメ版で使用された主題歌の曲名でもあり、同シリーズゲームのタイトル名にもなっている。

## 概要
21世紀の未来を舞台に原子力（後に核融合）をエネルギー源として動き、人と同等の感情を持った少年ロボット・アトムが活躍する物語。米題は『ASTRO BOY（アストロ・ボーイ）』。1981年には関連書籍の発行部数が累計1億部を突破した。
本作は、1951年4月から1952年3月に連載された『アトム大使』の登場人物であったアトムを主人公として、1952年4月から1968年3月にかけて、「少年」（光文社）に連載され、1963年から1966年にかけてフジテレビ系で日本初の30分テレビアニメシリーズとしてアニメ化された。このアニメ第1作は平均視聴率27.4%を記録しその後、世界各地でも放映された。詳細は鉄腕アトム (アニメ第1作)の項目を参照。
後に『アトム大使』を『鉄腕アトム』の設定に擦り合わせて改変した『鉄腕アトム 大使の巻』として組み込まれるなど、本編がスピンオフに歩み寄る逆転現象が起きた。
1980年には日本テレビ系でカラー版の第2作目のアニメが制作され、さらに1作目と同じくフジテレビ系にて2003年に『ASTRO BOY 鉄腕アトム』として3回目のリメイクが放映、2009年にはCG映画『ATOM』が公開されている。
現在の日本のロボット工学者たちには幼少時代に『鉄腕アトム』に触れたことがロボット技術者を志すきっかけとなっている者も多く、日本のロボット技術の発展には本作が大きく貢献している。一方で、反原発派からは原子力の利用に対する現状との関係を批評・批判する書籍も出されている。なお、原作者は原子力発電を推奨する意図はないと述べている。

## 登場キャラクター

### アトム（トビオ）

アトム

声 - 清水マリ（第1・2作、手塚治虫が消えた!? 20世紀最後の怪事件）、田上和枝（清水マリの産休の代理で第1作97-106話のみ）、津村まこと（第3作）、上戸彩（ハリウッド版）、村川梨衣（ろぼっとアトム）、朴璐美（GO!GO!）、日笠陽子（PLUTO）
アトムは初登場の作品である光文社の雑誌「少年」連載の漫画『アトム大使』では脇役だった。その作品自体の人気も今ひとつであったが、『少年』編集長の金井武志は「弱さや人間らしい感情のあるロボットを主人公にすれば読者に受け入れられる」と手塚に提案し、アトムを主人公として設定を少し変更した上で描かれたのが本作である。アトム大使連載最終回には、次号からは「鉄人アトム」がはじまりますと予告されていたが「鉄腕アトム」になった。
原作の公式設定では、2003年4月7日がアトムの誕生日とされる。製作者は天馬博士。交通事故死した博士の息子の「天馬飛雄」に似せて作られ、当初は「トビオ」と呼ばれていた。トビオは、人間とほぼ同等の感情と様々な能力を持つ優秀なロボットであったが、人間のように成長しないことに気づいた天馬博士はトビオをサーカスに売ってしまう。サーカスにおいて団長に「アトム」と名付けられる。やがて法律が制定されて感情を持つロボットに対して人間と同等に暮らす権利が与えられるようになると、アトムの可能性に着目していたお茶の水博士に引き取られた。そして情操教育としてロボットの家族と家を与えられ、人間の小学校に通わされるようになる。学校での生活は、同級生達と紆余曲折しながらも仲良くやっている。
性格は真面目で正義感が強く、困窮した者には自身を犠牲にしてでも手を差し伸べる優しい心を持つが、時にロボットである自分に苦悩や葛藤することも多い。また「アルプスの決闘の巻」では複雑な感情を抱けない（芸術や自然への感動や恐怖心がない）という劣等感から、お茶の水博士に人造心臓を取りつけてもらって人間と同レベルの感情を一時的に得たことがある（その後両親をさらった敵との戦闘で恐怖から体がすくんで手も足も出なくなったため、ケン一によって人造心臓を破壊された）。
誕生日の4月7日は本作の連載が始まった「少年」の発売日であった。原作では、「ミーバの巻」（1966年9月号 - 12月号）での天馬博士のセリフなどに誕生日についての記述がある。連載当時と小学館ゴールデンコミックス版では2013年4月7日と記載されており、朝日ソノラマサンコミックス版以後2003年4月7日に改められた。アニメでも第1作目は誕生から約1年後に「ロボットC3号（俗称トビオ）」として売られた日が2001年11月、アニメ第2作は2030年に誕生など設定に違いがある。
アトムの赤い靴はアニメ第2作では名付け親であるロボットサーカスの女の子ロボットのキャシーから譲られ、最終回では形見代わりにニョーカの足が移植されている。
物語の中では苦労して市民権を得たが、現実の2003年4月7日、アトムはお茶の水博士を世帯主として手塚プロの所在地である埼玉県新座市の市民に登録され市役所の前でアニメキャラクターとしては初のアトムの特別住民票が配付された。
アトムの髪型は、作者である手塚のくせ毛がモデル。アトムの特徴はMighty Mouse（マイティ・マウス）を元にしており、英題もMighty Mouseに倣って「Mighty Atom」としている。また、『少年』連載時には手の指は4本で描かれることが多かった。

#### アトム大使での設定
『アトム大使』の物語では、我々が住んでいる「地球」とは別の、もうひとつの星「地球」の人々が、その星の大爆発によりロケット団で宇宙を長く放浪して偶然に我々の「地球」を発見して着陸したが、どちらの地球人もよく似ており、はじめは友好的関係を保って生活をした。しかし、食糧問題などを心配した「もともと地球に住んでいる地球人」が「宇宙を渡ってきた地球人」と対立（反対派の頭目は天馬博士）。
「地球に住む地球人」のロボットであるアトム（天馬博士のロボット）が両側の間に入って交渉して宇宙人の代表に対して誠実さの証しを見せるための自らの頭部を差し出したことで対立は収まり（天馬博士は自分の作ったクスリでゴミのように小さくなってしまう）、地球人と宇宙人は半分ずつ金星に飛び立つという物語。
なお、最後にお礼として、アトムは「宇宙を渡ってきた」地球の人々から大人の顔を貰う。

#### アトムの7つの威力
アトムは7つの力を持っているが内容は以下の通り多少のバリエーションがある。
- 原作版
  1. 善悪を見分けられる電子頭脳。後に「よい人とわるい人の見分けがつく」に変更され、電子頭脳も頭部から胴体へ変更された。
  2. 60か国語[注 8]を話せる人工声帯。
  3. 聴力は1千倍
  4. 涙も出るサーチライトの目[注 9]。
  5. 10万馬力の原子力モーター。「地上最大のロボットの巻」では天馬博士により100万馬力[注 10]に改造されている（「アトム大使」の初出版では、五百万ダインと表記されていた）。
  6. 足のジェットエンジン。最大マッハ5（マッハ10とも）で空を飛ぶ。宇宙空間ではロケットに切り替わり最大マッハ20で飛ぶ。
  7. 鼻がアンテナ。鼻が伸びて送信アンテナに。

  - 以下は図解（1960年発行「少年」1月号）で追加された項目
    1. お尻にピストル。
    2. 食物ふくろ。食べたものを貯めておく。
    3. 記憶倉。覚えたことを記憶しておく。

  - 他にも掲載時期によって、設定が異なっている[4]。

- 目はサーチライト/空をとび/耳の力は千ばいに聞ける/150カ国語がしゃべれる/ゆびがレーザー光線/十万馬力/おしりはマシンガン
- 翻訳装置付き人工声帯/高感度ソナー/スーパーセンサー/超高性能マイコン(誕生当時はなんと真空管)/レーザーガン/核融合エネルギーまたは光子エネルギー

- 1963年アニメ第1作（モノクロ版）
  1. どんな計算も1秒でできる電子頭脳。
  2. 60か国語を話せる人工声帯。
  3. 普通の1000倍も聞こえる聴力。2000万ヘルツ[注 11]の超音波を聞き取ることも出来る。
  4. サーチライトの目。
  5. 10万馬力の原子力モーター。
  6. 足のジェットエンジン。
  7. お尻からマシンガン。1秒間に500発撃てる。

- 1980年アニメ第2作
  1. 胸の中に電子頭脳セット。160か国語を同時通訳ができる。
  2. 耳は音を1000倍に聞ける。
  3. サーチライトの目。
  4. 10万馬力の力。重水素燃料による核融合エネルギー。
  5. 腕と足はジェットで空を飛べる。
  6. お尻にマシンガン。1分間に600発撃てる。
  7. 両手人差し指にレザーブラストを装備。

- 2003年ASTROBOY版
  1. 高度な人工頭脳。誕生時トビオの記憶を移植[5]。
  2. 人間の1万倍の聴力。
  3. 透視能力を持つ目。
  4. 10万馬力の力。
  5. 足のジェットで空を飛べる。
  6. 右手人差し指にフィンガービーム。
  7. 左腕にアームキャノン砲[注 12]。

  - 動力源はアストロシステムと呼ばれる特殊な小型大出力のパワーユニットで、エネルギー源についてはハッキリとは触れられていない。またエネルギーの消耗で出力が低下する事はあったが、原作のように完全に動かなくなる事はなかった。
  - 「10万馬力」「7つの力」といったこれまでの作品で馴染み深い表現は明確には出てこない。

- 2009年映画ATOM版
  1. ロボットの言語を聞き分ける耳。トビーのDNAと記憶を移植された人工頭脳を持つ。
  2. 透視能力がある目。サーチライトの役割も果たす。
  3. ブルー・コアが輝く心臓。心臓部に埋め込まれた原子力よりも強力で安全なクリーンエネルギー。善の心も生み出す。
  4. ずばぬけたパワー。
  5. ジェット噴射で飛べる足。
  6. マシンガンを内蔵するお尻。
  7. アームキャノンに変形する腕。

その他、身長135センチ、体重30キログラム。電子頭脳は頭部ではなく胴体内上部に設置されていて、頭部は単なる飾りとされ、透視図では頭部にセンサー類が集中しているようだが、作中では頭部が外れてしまったり、頭なしでも活動可能な描写があり、胴体にもセンサー類は搭載されている模様。電子頭脳については、「アトム今昔物語」などの記述によると1970年代に開発された超小型の原子力電子計算機が基になっているとされる。胸にはメンテナンス用の蓋があって、その内側には簡易的な修理のマニュアルと交換用の真空管が備えられていた。また電源スイッチもここにあるようで、原作の「火星探検の巻」ではお茶の水博士がアトムを航空機に乗せる際、手荷物扱いにするためにこの電源スイッチを切ってトランクに収納するシーンがある。原作及びアニメ第1作ではこの蓋の内部と尻の2か所にエネルギーの補給口があり、ここに給油ホース状の物を接続して液体とおぼしきエネルギーを補給する仕組み。またアニメ第2作では胸部ハッチの内部にカセット状の小型エネルギータンクを入れるスペースがあり、タンクごと交換する形で補給を行っていた。なお動力部である原子炉については「原子力モーター」という表現もあり、現在の原子炉と同じ物かどうかは不明。作中でしょっちゅうエネルギー切れを起こす描写がある事から、現在の原子炉とは異なるメカニズムである可能性も高い。使用しているエネルギーは「エネルギーチューブ」とも称されていて作中世界では現在の電力か石油並みに普及している物であり、ほとんどのロボットや兵器などの機械に使われているようである。「アトム今昔物語」の記述によるとこのエネルギーチューブは1990年代にアメリカで開発された物で、当時は非常に高価で用途もごく限られていたという。またエネルギーチューブの成分はウラン化合物とされており、アトムが使用したエネルギーの残りカスを排出するためにトイレに行くシーンもあった。この残りカスが現在の原子炉の使用済み核燃料と同じ物かは不明だが、天馬博士は放射能汚染を心配する妻・星江に「昔の原子力船じゃない、放射能のカスなんか出さんよ」と語っている。
飛行能力に関しては、大気圏内では体内に搭載された原子炉（後に核融合炉）の膨大な熱エネルギーを利用することで、吸入した大気を熱膨張させてジェットの推進力に使用し、大推力と大気中での超音速巡航が可能。宇宙空間（大気圏外）では体内の核融合炉で発生させたプラズマを噴射し、ロケットの推力を得ている。これにより自力での大気圏突破と宇宙巡航が可能である。また、核融合反応によって生成されたプラズマは超電導MHD発電によって電力にも変換されている。
アトムの身体を覆う人工皮膚は、ケブラー繊維とカーボン・ファイバーを織り込んで造られており、防水機能のほかに小火器程度の被弾では損傷しない性能を持っている。この外殻には2タイプの数千個にのぼるセンサーが埋め込まれている。一つは感覚センサーで、触覚と温度を知覚するもの。
もう一つは内蔵された小型無線受信機に接続する通信センサーである。整相列の通信センサーによって、アトムはいながらにしてパラボラ・アンテナ機能を持つ事ができ、人工衛星や他の電波源を選択して聴取できるのである。付属機能として、動物の電界を探知でき、それによって暗闇のなかの生物、もしくは隠れた生物の存在を｢見る｣という（鮫に似た）能力を発揮できる。「アトム今昔物語」などの記述によるとこの人工皮膚は1980年代にプラスチックを基に開発された物で、格段に優れた強度・耐熱性を持つという。ただしさすがに数千℃レベルの高熱には耐えられないようで、「人工太陽の巻」では人工太陽の高熱で手足と体表が熔けてノッペラボウの丸太のような姿になってしまったり、「エジプト陰謀団の秘密の巻」では身体が熱せられた状態で海中に出たため体表が急冷されてヒビ割れができたりもした。
アトムの視覚映像システムは頭部に収められている。アトムは乏しい光源しかなくても、スターライト・スコープのようにその信号を増幅して見ることができる。また、このシステムは赤外線映像や紫外線映像にも切り替えられる。
飛ぶときは一方の手をゲンコにして突き出し、一方をハスに構える。これは英題『Mighty Atom』の由来でもあるマイティ・マウス (アニメ)の主人公の影響。

### アトムの家族
アトムの家族の名前は、アトムはAtom（原子）、ウランはUranium（ウラン）、コバルトはCobalt（コバルト）など、基本的に原子力に深く関わる元素から取られている。

ウラン
声 - 水垣洋子、武藤礼子・芳川和子・芳賀容子（代役）（第1作）、菅谷政子（第2作）、丸山美紀（第3作）、鈴木みのり（PLUTO）
科学省製；お茶の水博士指揮。
アトムの誕生日のプレゼント用に、妹として作られた女の子のロボット。アトムのような7つの能力を持たないものの、10万馬力の力を持つ。
地上最大のロボットの巻などしばしば悪人にアトムを倒すための人質に取られることがある。お転婆で、まれにお兄さん思いの一面も見せる。学校に通いながらロボットの格闘技「ロボッティング」に出場したいという願望を叶えるために、とある科学者の手で2人に分裂できるよう改造された事もあった。
コバルト
声 - 小宮山清（第1作）
科学省製；お茶の水博士指揮。
お茶の水博士が作ったアトムの同型機。突如行方不明になったアトムに代わり、水爆の起爆装置を止めるため、当時制作中だった物を急遽完成させた。アトムとまったく同じ設計、同じ性能である。ただし、大急ぎで作ったためか、アトムほどの精巧さが無く、細かい作業が出来ない。作中ではアトムより多少長身・痩身に描かれている。
体内のオメガレーダー内のイプシロン線が左巻きになっているため、アトムのオメガレーダーと同じ信号を出し、お互いに呼び合うことができる。
連載時は「ミドロが沼の巻」で自爆するが、後に改訂されて生き残っている。一度壊れた後はウランと共に再登場した際には飛行能力などのアトムの持っている能力は失われていた。ウランと同様部品の大半はアトムと共通であり、アトムの修理のために自分の部品を提供した事もあった。
原作ではアトムの弟という設定だったが、アニメ第1作では科学省倉庫の大掃除の際に見つかった、アトム以前に天馬博士が作ったロボット（アトムの先行試作機ともいわれる）であったために兄となっている。アニメ第2作、同第3作にはコバルトは登場しない。
パパ
声 - 藤岡琢也ほか多数（第1作）、桑原たけし（第2作）
地方のロボット工場製。
鉄腕アトムとしての連載第1話である「アトムの両親」にてお茶の水博士が、「アトムにはロボットの親を」というタマオ（大目玉男）の意見から、民間のロボット工場に注文、アトムの進級祝いとしてプレゼントされた。『アトム今昔物語』では、お茶の水博士がコツコツつくって、ロボット人権宣言後、サーカスから自由になるのを待って、プレゼントした。
アトムより後に生まれたため小学校ではアトムの後輩。短絡的な部分もあるがアトムを守ろうとする考えの裏返しでそうなってしまうことが多い。アニメ第2作では、頭部はロボット造形学の権威、タツタ博士がデザインした（第5話）。アニメ第3作にはママ共々登場しない。
なおアニメ第2作ではデザインが変更され、時折飛び出すネジのようなパーツが前頭部に追加された。
ママ
声 - 野村道子ほか多数（第1作）、日比野美佐子（第2作）
地方のロボット工場製。
パパと同時に作られた。顔はお茶の水博士の亡き妻に似ているという理由で博士が選んだ。『アトム今昔物語』ではアトムが生みの親である天馬夫妻の顔を希望したことから、天馬星江の顔となる。アトムをよく理解してくれている。アニメ第2作では、頭部はロボット造形学の権威、タツタ博士がデザインした（第5話）。アニメ第3作にはパパ共々登場しない。
パパ同様、アニメ第2作ではデザインが変更されている。
チータン
声 - 白石冬美（第1作）
ウランの弟。
お茶の水博士により作られたウランの弟ロボット。外見はほぼ赤ん坊。1万馬力を誇り、泣き声で周囲を破壊してしまう。
原作においては「少年」連載期は未登場、ファンクラブ会報である「鉄腕アトムクラブ」にのみ登場した。アニメ第1作では第165話より登場している。アニメ第2作、第3作には登場しない。

### その他

お茶の水博士
声 - 勝田久（第1-3作、手塚治虫が消えた!? 20世紀最後の怪事件）、西村知道（ハリウッド版）、伊井篤史（近年のCM）、寺島拓篤（アトム・ザ・ビギニング）、岐部公好（ろぼっとアトム）、多田野曜平（GO!GO!）、古川登志夫（「PLUTO」）、茶風林 (「ネオ・アトム」)
現科学省長官。トレードマークの鼻は、作者である手塚治虫の団子っ鼻に由来する。ウランやコバルトなどのロボットを造り、アトムの良き理解者でも保護者でもある。鼻に特徴のある顔立ちは手塚治虫の作品中、「火の鳥」など多くの作品に継承されている。アトムの生みの親と誤認されることが多いが、正確にはアトムの「育ての親」に当たる。お茶の水という名前の由来は御茶ノ水駅である。曾孫はタイムマシンの発明者。英語版ではDr. Elefun（Ele+Fun＝電子工学愛好者、Elephant＝鼻が象のように大きい、というダブルミーニング）、Dr. O'Shayなどの名前になっている。作中では語られないが「火の鳥」に登場する猿田彦を始祖としており、猿田彦を始祖とする者は彼の犯した数々の悪行を清算するために酷い目にあう宿命にあるが、罪の清算が終わりつつある結果としてお茶の水博士が設定され、アトム作中でお茶の水博士が事件に巻き込まれ酷い目にあったり果ては死にかけたりするのはまだ罪が残っているためらしい。
その体格と推定される年齢（1935年生まれの68歳）から緩慢な動作が多いが、原作ではロボットの国ロボタニア創立を目指したロボット「青騎士」（ブルー・ボン）を、不意をつき破壊したブルグ伯爵へ連打を浴びせ、最後はトレードマークの鼻でくい打ちにしたこともある。
天馬博士
声 - 横森久（第1作）、大木民夫（第2作、手塚治虫が消えた!? 20世紀最後の怪事件）、大和田伸也（第3作）、役所広司（ハリウッド版）、中村悠一（アトム・ザ・ビギニング）、津田英三（「PLUTO」）
本名は天馬午太郎。丙午生まれ。アトムの生みの親。群馬県出身。練馬大学卒業。幼くして事故死した息子、飛雄への思いからアトムを製作する。しかし、アトムをサーカスに売ってからはアトムに会うことはほとんどなく、隠遁者として生活している。技術者としては非常に優秀であり、お茶の水博士よりも高い技術を有する。一方で高級官僚的エゴイズムをも持ち合わせている。実は生物学者でもあるらしい。影から常にアトムを見守っており、アトムを危機から救うこともある。
『アトム大使』において、アトムを製作した経緯がすでに説明されているが、同時に「赤シャツ隊」という実行部隊を率いて「宇宙人」（地球人とほとんど同じ顔かたちをして宇宙を漂流していた。地球に移住する）を、「細胞収縮液」によって矮小化する「粛清」を実行する役どころでもある。最後には自らが細胞収縮液を浴びて「消えて」しまった。このため、『鉄腕アトム』の『少年』連載版で再登場（1956年1月号別冊付録の「アルプスの決闘の巻」）した際には、『アトム大使』では服を脱ぎ捨てていただけで、無事に逃げていたという説明がなされた。この箇所は単行本ではカットされている。一方、光文社の最初の単行本（1956年）1巻冒頭に書き下ろしで追加されたアトムの生いたちでは「そして博士がなくなったとき…飛雄はそのすばらしいちからもしられずに名もないロボットサーカスにうられてしまったのです」と記された上に黒枠のついた天馬の写真が描かれており、「死亡した」ということにされていた。
性格は原作とアニメなどで微妙に異なり、原作では純粋にアトムに裏切られて以降改心して、かつアトムを愛しているという描写がなされている。科学省長官を解任された後も、自分の隠れ家でロボットの研究を続け、アトム以上のロボットを作り上げている。ただしエゴイスティックな性格は変わっておらず、後に強引にアトムを取り戻そうとして失敗する。
アニメ第2作では他の作品に比べてかなりマイルドになっており、そもそもアトム製作が科学省の行っている「人間並みに感情を表現可能にする人間型ロボットの製作」というプロジェクトが物語開始時に始まっているものであり、彼の提案のものか不明瞭で、なおかつそれに4度失敗が続いたことでこの時点でかなり精神的に追い詰められていた。しかも、5号機を子供型ロボットにするよう提案したのは当の飛雄であり、放置児気味になっていた飛雄がロボットカーで事故を起こすのは原作通りだが、その5号機を自分の代わりにするよう言い遺したのも飛雄である。悲嘆に暮れ、息子の言い遺した「かっこいい最強のロボット」へと5号機を開発していく過程で狂気じみた言動が見えるのは他の作品同様だが、同時にそれを危険視する部下や上司（首相）との板挟みにもあっている。最終的には自身のエゴを優先してアトムを完成させ自分の息子として連れ帰ってしまうが、その後は起動直後はカタログスペックに反してまともに動けないアトムがなめらかに行動できるようになっていくのを時折叱りつつも温かく見守り、アトムが暴走を起こした時に、部下が分解処分を主張するのを強引にでも止めようとする。最終的に、一時的に彼が起こした癇癪が原因（褒められたものではないが、実際の親子同士でもときおり）で、捨てられたと思い込んだアトムがハム・エッグに騙されて自ら身売りしてしまうが、その直前まで「自慢の息子」と言い張り、はぐれてしまった後も自らの言動を深く悔恨しアトムを探し回っていた（アトムの方も、意識が途切れる寸前まで天馬博士に助けを求めていた）。その後、第3話以降は直接登場せず、回想シーンか他人の口で語られるだけとなっている。お茶の水博士の言からするに技術者としてかなり優秀だと認められていたようである。
アニメ第3作では性格の描写が他と比べ大きく異なり、『天馬博士の真の目的はアトムをロボットの王にし、更に自分もロボットになり、ロボット達の神となることであった』とされ、非常にエゴイスティックな天才科学者として描かれている。アトムをはじめ心を持ったロボットは人間を超えて進化するという主張をし、お茶の水博士と衝突する。つまりアトムを自分の目的のために利用しようとするのであるが、アニメ第3作の最終回ではアトムと親子として和解し、自首した。
原作でアトムを10万馬力から100万馬力にしたのも天馬博士である。
なお産経新聞版の「アトム今昔物語」の連載時には、彼の少年時代が描かれている。少年時代は「トミー」という名の混血孤児で、「ドロッピー」なる秘密結社に加入していたが、タイムスリップしてきたアトムに出会ったことで改心し、いつの日かあのようなロボットを造ろうと決めていたとあるが、単行本化された時に削られている。
トビ雄
天馬博士の息子で、スカンクに、「お前の父親は大馬鹿者だ。」と言われ、父をかばう。しかし、父と、遊園地に行く約束なのに、天馬博士が忙しかった関係で、延長され、諦めて帰ってる途中、トラックとトビ雄が乗っているロボットカーが衝突し、
トビ雄は、死んでしまう。後に、天馬博士は、トビ雄を似せた子供ロボット、アトムを作る。それで、天馬博士は、アトムにも、「トビ雄」とよんでいる。
ヒゲオヤジ
声 - 矢島正明・和田文雄（第1作2代目）、熊倉一雄（第2作）、富田耕生（第3作・ハリウッド版）、石住昭彦（GO!GO!）、高木渉(「PLUTO」)
本名、伴俊作（ばん しゅんさく）。アトムの通うお茶の水小学校の先生。元私立探偵。お茶の水博士とも親しく、アトムの良き理解者。江戸っ子で、卑怯なことが大嫌い。手塚治虫の作品中、メトロポリスなど数多くの作品に登場する。アニメ第3作では専業の探偵として登場。
敷島健一（ケン一）
声 - 滝沢久美子（第2作）、佐藤ゆうこ（第3作）
アトムの同級生。初期の手塚作品で多くの主役を演じたキャラクターであり、「アトム大使」では主人公格だった。ブラジルに移住したこともある。アニメ第3作では海外の視聴者を意識して黒人に変更され、24話ではキーパーソンになっている。
大目玉男（おおめ たまお）
声 - 滝沢茂、池田秀一ほか（第1作）、松岡洋子（第2作）、くまいもとこ（第3作）
アトムの同級生。愛称は「タマちゃん」。名前の通り、ひどい近眼のためにかけている大きな眼鏡と帽子が特徴。「アトム大使」から登場。気が弱くて慌て者である。アニメ第3作では、服装と帽子が欧米の子供風に変更されたが眼鏡はそのまま。顔や眼鏡をかけているのは幼少期の手塚治虫のものを流用している。
四部垣
声 - 三木広治（第1作）、たてかべ和也（第2作）、千葉進歩（第3作）
アトムの同級生。「鉄腕アトム」になってから登場。体が大きく、ガキ大将格。また裕福な家庭（原作では父親は「日本一の闇屋」と呼称される実業家であり、単に富豪というだけでなく地下経済との繋がりも示唆した設定となっている）の子弟で、最新鋭の電化製品等が自宅にある。アニメ第3作では金髪の白人少年風キャラに変更された。
田鷲警部
声 - 兼本新吾、千葉耕市（第1作）、永井一郎（第2作）、銀河万丈（第3作）、土師孝也(「PLUTO」)
警視庁捜査一課長。痩身で大きな鼻の下にタワシのようなヒゲを生やしている。ロボットに対して厳しいキャラクターで、しばしばロボットやアトムへの不信感を口にし、お茶の水などと対立する。
中村警部
声 - 坂本新兵（第1作）、屋良有作（第2作）、青山穣(「PLUTO」)
田鷲の同僚。小太りで、田鷲が私服なのに対し常に警官の制服を着ている。田鷲とは対照的にロボットやアトムには温情的。アニメ第3作では登場していない。
スカンク草井（東京のダニ）
声 - 家弓家正（第1作）、加藤精三（第2作）、矢尾一樹（第3作）
「電光人間」（声 - 菅谷政子（第2作）、かないみか（第3作））の回で登場した悪役。「アトムは完全じゃねえぜ、何故なら悪い心を持たねえからな」という発言をしてアトムに衝撃を与える。その後も何度か出演している。映画俳優のリチャード・ウィドマークがデザインのモデル。また、アトムから「東京のダニ」と呼ばれた。

### ロボット
アトラス
声 - 光枝明彦（第1作）、北条美智留・森功至（第2作）、檜山修之（第3作）
原作では2種類のアトラスが登場している。
「少年」版のアトラスは、インディオとして差別されていたラム博士が、白色人種や黄色人種への復讐のために作ったロボット。オメガ因子という装置が実装されており、いっさいのモラルや良心を持たず人間に対して平気で悪いことをする。やがてラム博士が作った弟ロボット2体（やはりオメガ因子搭載）と共に悪事を働くも、オメガ因子のためにラム博士の命令も聞かなくなり、弟ロボットと共にラム博士を叩きのめし、アトムと戦い壊されてしまうが、アトムが自分のことを考える大きなきっかけとなる。ラム博士も同時に亡くなってしまうが、自分の考えが誤っていたことを悟る。
「小学二年生」版のアトラスはアニメ第2作の少年時代とほぼ同じ姿で登場。スカンク草井とワルブス・ギス伯爵がアトムを倒すために、7つの威力に加え「おしっこをかけて相手を爆発させる」という8つ目の威力を加え作ったイタズラ好きのロボット。おしっこはトイレでするものと教えられたアトラスは伯爵の屋敷でおしっこをして屋敷は爆発、その後アトムと友達になる。
アニメ第1作では原作そのままで登場しているが、オメガ因子は組み込まれていない。
アニメ第2作ではワルブス・ギス伯爵（「青騎士」のブルグ伯爵を流用）によってアトムの設計図から作られたボディにオメガ因子を組み込んだという設定で、シリーズを通してアトムと対決を繰り返すライバルであり、同じ設計図から生まれた兄弟でもあるという存在。最初は少年の姿だったが、後に姉代わりだった侍女ロボット・リビアン（声 - 横沢啓子（現・よこざわけい子））がギス伯爵によって破壊された事に怒り、パワーアップして青年の姿になる（青騎士の設定を流用）。なお、作られたのはアトムが先だが、アトラスが青年の姿になってからはアトムから「兄さん」と呼ばれるシーンもある（第43話）。
アニメ第3作では天馬博士が徳川財閥の総帥徳川から死んだ徳川の息子・ダイチを再現したロボットを作るように依頼され、ダイチの記憶を移植して作られた。アトムに腕を破壊されたが、天馬博士に改造された。後に青騎士と共に戦う。
アニメ第2作においてテーマソングをアトラス寺西名義で若き日の氷室京介が歌っている。
プルートゥ
声 - 北山年夫（第1作）、森川公也（第2作）、大塚明夫（第3作）、関俊彦（PLUTO）
元王族のサルタン（声 - 横森久（第1作）、飯塚昭三（第2作））が作らせたロボット。世界最強のロボットとして作られ、一度はアトムも倒す。しかし、アトムの説得に感化され、本当のロボットの使命を知ることになる。
その後、アトムとの戦いを拒否するが、プルートゥを倒すために作られたロボット、ボラーと戦い、敗北、自爆する。
アニメ第3作では天馬博士が自分の分身として作ったロボット・シャドウにより造られた。また、ボラーの役割はダーク・プルートゥに置き換わっている。後に復活、青騎士と共に戦う。
プルートゥが登場するエピソード「地上最大のロボット」は、浦沢直樹の『PLUTO』としてリメイクされている。
青騎士
声 - 金内吉男（第1作）、田中秀幸（第3作）
ロッス博士が作ったロボットで、元々3人の兄弟ロボットだった。しかし、その2番目に当たる女性のロボット・マリアがブルグ伯爵に嫁ぎ、そして些細なことが理由で破壊されてしまう（第2作ではこの部分がアトラスのパワーアップに繋がる経緯として流用された）。その時助けに入った末弟ロボット・トントも破壊され、最後に残った長兄ブルー・ボンが後の青騎士である。青騎士の体には破壊された弟妹の顔等が博士によって組み込まれ、また空気を出し入れすることによって大きさを変えることが出来る。この体を恥じた青騎士は鎧を着用するようになる。
伯爵に始まり全ての人間を恨み、伯爵を殺した上でロボットの王国を作ろうとする中で、伯爵や田鷲警部らによって始まった「青騎士ロボット狩り」にたまりかねたアトムが協力、やがて伯爵率いる人間軍と戦い勝利するも、人間軍兵士を抹殺しようとしたのをアトムに拒まれ、更にそこへやって来たロッス博士が生い立ちを語ろうとするのに対し、言わせまいと槍を投げつけるが、ロッス博士をかばったアトムに命中し、再起不能なまでに破壊、自らは伯爵の不意討ちで破壊され、伯爵の卑劣ぶりに怒ったお茶の水博士はその大きな鼻でしこたま殴り「ロボットどころか殺人鬼以下」と罵った。この後、破壊されたアトムはお茶の水博士には修理できず天馬博士が直すが、人間を軽蔑し人間に対して冷淡になるなど心が変わってしまった。その変わりようはウランが戸惑ったほどだった。
なお初版での御茶ノ水博士がブルグ伯爵へ放ったセリフは「ロボットどころか犬畜生にも劣る奴」であったが、前述のものに差し替えられている。
この三兄弟のデザインはｖとマグマ大使のキャラクターが使われている。
アニメ第1作では人間軍との戦いまでは原作同様だったが、誕生の生い立ちは自ら語り、決戦後に対立したロボットを破壊したのはアトムではなく、インカのロボット・クスコであり、当のアトムは伯爵に止めをさそうと青騎士が投げつけた槍を、伯爵をかばって右腕に命中し、右腕だけがもげた程度だった。なお、アニメ版の伯爵は青騎士が弟妹に変形したのに慌てて槍で撃破したが、その後足場の崖が崩れて転落死してしまった。
アニメ第3作では元は違法ロボット闘技の修理ロボットで自分の役割に疑問を持ち、火星に到着する前に逃がそうと計ったが、オーナーのハムエッグに知られ、宇宙の彼方に捨てられたところをシャドウに救われ、青騎士として生まれ変わった。人間に迫害されるロボットを救うために戦って仲間を集め、あわや人間対ロボットの全面戦争というところまで発展するがアトム達の活躍で回避。人間との共存を選んだ仲間を見送り、残った仲間とロボットの理想郷を築くべく宇宙へ旅立つ。
なおアニメ第2作では登場しなかったが、上述のようにアトラスが青年体となる経緯として設定が流用され、第44話「宇宙ヒョウ」でアトムが搭乗した巨大ロボットが青騎士によく似ていた。

## 人物以外の設定

### ロボット法
本作の世界で、人間に準じた権利と地位をロボットに保証し、かつロボットが守るべき義務を定めた法律。アトムがサーカス団からお茶の水博士に引き取られたのも、この法律の制定の結果であるとされている。ただし、最初の『アトム大使』ではこの設定は登場しておらず、その後の連載やテレビアニメ化の過程で内容が徐々に追加されていった。『少年』連載版で具体的な内容が登場するのは「海蛇島の巻」「幽霊製造器の巻」「キリストの目の巻」「青騎士の巻」である。このうち、同法にまつわるジレンマを掘り下げて描いた「青騎士の巻」で最も詳しく紹介されている。
アイザック・アシモフ作品におけるロボット工学三原則と内容的に重なる部分もあるが、手塚自身は、本作のロボット法は独自に考案したものであると説明していた。
ロボット兵器をめぐる議論の中で、この「ロボット法」が取り上げられている。

## 手塚治虫による漫画作品の連載・掲載誌
- 1951年4月号 - 1952年3月号 月刊誌の『少年』（光文社）に「アトム大使」を連載[注 22]。
- 1952年4月号 - 1968年3月号 『少年』（光文社）に「鉄腕アトム」として 月刊本誌と付録で連載[注 23]。
- 1953年10月号 - 1953年12月号 『漫画少年』（学童社） 「アトム大使」のリメイク版。
- 1964年8月 - 1966年11月 『鉄腕アトムクラブ』（虫プロダクション友の会） ファンクラブ会報誌。一部の号は代筆作品。
- 1965年1月3日号 『サンデー毎日』（毎日新聞社） 「ひょうたんなまず危機一発」掲載。
- 1967年1月24日 - 1969年2月28日 『サンケイ新聞』。単行本時に「アトム今昔物語」に改題、設定も変更（後述）[注 24]。
- 1969年3月号 『ビッグコミック』 ショートショート「アトムの恋人」掲載。
- 1970年7月号 『別冊少年マガジン』 「アトムの最後」掲載。50年後のエピソード。
- 1972年4月号 - 1973年3月号 『小学四年生』（小学館） TV最終話の続編。「アトム還る」に改題。前半のみ単行本に収録。
- 1972年4月号 - 1973年3月号 『小学一年生』（小学館） 小学四年生版と同設定、単行本未収録。
- 1975年6月20日発行 単行本サンコミックス版（朝日ソノラマ）で「アトム誕生」書き下ろし。また、サンコミックス版では一部の各話冒頭に描き下ろしで手塚治虫自身が作品を振り返って独白するプロローグ漫画が追加されている。
- 1975年9月号 『文藝春秋デラックス』（文藝春秋） 「アトム二世」掲載。TV最終話の続編にあたるパロディ作品。
- 1976年2月27日号 『週刊朝日』（朝日新聞社） 「偏差値王国との対決の巻」掲載。
- 1976年4月号 『月刊少年ジャンプ』（集英社） 「シルバータワーの巻」掲載。
- 1980年9月号 - 1981年12月号 『小学二年生』（小学館） 鉄腕アトムとして書き下ろされた最後の連載。アニメ第2作のコミカライズ。
- 1986年7月号 - 1987年2月号 『月刊ニコニココミック』（世界文化社） 「アトムキャット」連載。

他に、メインではないがアトムの登場する番外編として「わが名は百科」や、ゲスト出演の「ブラック・ジャック『おまえが犯人だ!!』」などがある。

## 外伝・後日談
サンケイ新聞版 鉄腕アトム
コミック掲載時に『アトム今昔物語』に改題。
サンケイ新聞掲載時はアニメ1作目の最終回の直接の続きとして描かれた。
アニメ版で人類を救うため、核融合抑制装置のカプセルを抱えて太陽に突入したアトムはその後、半ば熔解しカプセルの外殻にくっついた状態で宇宙を漂っていた。しかし、偶然にも通りかかった宇宙人のオハラとスカラによってアトムは修復されることになった。修理を終えたアトムは彼らの宇宙船で地球に戻る事になるが、その宇宙船の速度が光より速かったためウラシマ効果で1960年代の日本に時間移動してしまう。仕方なくそこでスカラと共に暮らすことにし、若き日のお茶の水博士やヒゲオヤジと出会う。
ある日、アトムはドロッピーのトムという心を閉ざした少年と出会う。ドロッピーのトムは犯罪に手を貸そうとしていたが、アトムがそれを阻止し助ける。ドロッピーのトムはアトムに救われたことで将来アトムみたいなロボットを作ろうと思うようになった。やがてアトムはエネルギーが尽きたためスカラの持つ三次元縮小装置で小さくなり眠りにつく。それから時は流れて2003年、ドロッピーのトムは大きくなり科学省の長官になっていた。実はドロッピーのトムは天馬博士の子供の頃の姿であった。しかし、博士は悲しいことに息子を交通事故で亡くしてしまう。そこで彼は息子の代わりとなるロボットを作り始める。そのロボットの姿は『過去に自分を助けてくれたロボット』に似せたものであった。そのロボットは「アトム」と名付けられ完成したが何故か動かなかった。またその頃、本来のアトムはたまたま近辺に墜落した宇宙船に乗っていたロボットからスカラの手でエネルギーをもらって目覚めていた。そして本来のアトムは、タイムパラドックスのために新たに天馬博士に造られた自分が起動しないことを知り、「もう一人の自分」を誕生させるために自分の存在を消し去ることを決意。新しいアトムの起動操作の時に発生した装置のエネルギー波のスパークに、自ら飛び込み消滅する。その後、無事起動に成功した新しいアトムは天馬博士に可愛がられるが、天馬博士は「アトムは所詮ロボットであり息子の代わりにならない」と悟りアトムをロボットサーカスに売る…。そこからもう一体のアトムの物語が始まり地球に襲いかかる細菌型の宇宙人と戦うことになる。
このサンケイ新聞版の鉄腕アトムは、ゴールデンコミックス版単行本化の際に連載漫画の続きではないという矛盾があるとの指摘により、冒頭の「アニメ版の続き」という内容は削除された。またその他にスカラの乗った宇宙船の爆発で過去の時代にタイムスリップしたことに変更され、若き日の天馬博士とアトムが出会うエピソードも削除され、朝日ソノラマ版コミックス掲載時にはアトムの最期のエピソードが差し替えられた。
この改変では、若き日のお茶の水博士の助手になってその後のロボット技術の基礎を作るも当時の技術では常時アトムを起動させておくだけのエネルギーが高価すぎて確保が難しく、また長い歳月の間に劣化が進んだ部品のメンテナンスも不可能だったため、自分の死期を悟ったアトムは後に自分の家が建てられる事になるとある山奥に飛び、そこで壊れて動かなくなった後野晒しとなって朽ち果てていった。そしてアトム誕生の日に、スカラの手によってタイムパラドックスを避けるため爆破される、という流れになっている。
アトムの最後
役目を終え博物館に眠るアトムが再び目覚める内容を描いた後日談的ストーリー。
本作ではアトムの存在は脇に置かれており、人間の主人公と、そのガールフレンドとの悲劇が物語の主軸となっており、殺伐とした悲劇として描かれ、救いのないハードな内容になっている。
小学四年生版 鉄腕アトム
単行本掲載時に『アトム還る』に改題。
アトム今昔物語とは別のTV最終回の後日談で、「小学四年生」の'72年度で一年間連載された。冒頭の『宇宙を漂っていたアトムを宇宙人が回収し修理する』という設定は同じだが、その後の展開がアトム今昔物語と異なっている。実写TVドラマも視野に入れ企画されていたが実現にはいたらず、少女にアトムのコスチュームを着せたスチールが数枚撮られたのみとなった。単行本では、連載の前半6回しか収録されていない。
核融合抑制装置のカプセルを抱えて太陽に突入し、半ば熔解しカプセルの外殻にくっついた状態で宇宙を漂っていたアトムを、超科学力を持つ三つ目族の宇宙人ルルル星人が偶然発見し、回収した後に修理改造され、人工皮膚の硬度が10倍となり、身を守るプロテクターと、タイムマシン機能のある第三の目を得た新たな姿で蘇り、様々な姿に変身できるロボット少女・スピカとともに地球へと戻ってくる。
地球に戻ったアトムは、自分の家族がいる時代を求めて、額のタイムマシンで様々な時代を放浪しながら事件に巻き込まれていく。
最終回では、地球を調査する任務を帯びていたスピカが母星の決定で、アトムの故郷である2003年の地球を破壊しようとして、アトムと戦うことになる。しかし、スピカはアトムと和解し、二人でアトムの家族を捜す旅に出るところで物語は終了している。
小学一年生版 鉄腕アトム
小学四年生版の改造アトムと同設定の作品。1話完結の作品で、単行本化はされていない。作品中で判明するアトムの7つの威力は「空を飛ぶ」「100万馬力」「一千倍の聴力」「マシンガン」「空気から飲み物を作る」「目がカメラ」「タイムマシン」。
アトム二世
他の後日談と異なりギャグ漫画として描かれたセルフパロディ短編。
他の星からアトムが無事であったとの連絡が入りお茶の水博士は喜んだが、その星がどこなのかはわからず再び落ち込む。そこへ総理（アセチレン・ランプにそっくり）から「第二のアトムを作れ」との要請があり「人間そのもの」の完全なアトム二世を作った。だがこのアトム二世は歯磨きしながらアクビするなど極端に人間に近づけすぎた結果、自己中心的、嘘つき、ぐうたら、強欲、女癖が悪いと人間の欠点ばかりが助長されて「正義ならぬ性戯の味方」と呼ばれるほどのロクデナシな堕落者と化してしまった。しまいには護送を依頼された核兵器を持ち逃げしてそれを元手に企業を興し、自分の同型機を大量生産して世界各地に売り捌きボロ儲けするなどの悪行三昧の末に、背任横領罪で逮捕されてしまう。なお、オリジナルとの外見上の違いは前髪（？）が二つあること。
アトムキャット
リメイクとして描かれたが、主人公はアトムでなく、アトムのような猫。これはリメイクを目指して編集と会話している時、手塚が「ア・トムキャット」のもじりとして考えついたと言う。雑誌の廃刊で連載中断。

## 手塚治虫以外による作品
- 「鉄腕アトムクラブ」での手塚治虫描き下ろし回以外の作品
  - 1965年2月号 - 5月号、66年5月号 - 7月号　北野英明
  - 65年10月号 - 11月号　虫プロダクションまんが部
  - 1966年8月号 - 10月号　井上智
  - 1966年11月号　大野ゆたか
- 小学四年生1972年度連載版の改造アトムと同設定の作品
  - 小学二年生 1972年4月号 - 10月号連載 作画：馬場秀夫
  - 小学三年生 1972年4月号 - 10月号連載 作画：宮添郁雄、池原成利、手塚プロダクション
- 1980版アニメのコミカライズ
  - てれびくん 1980年10月号 - 1981年11月号連載 作画：林久生
  - 小学一年生 1980年10月号 - 1981年12月号連載 作画：しみずふみお、手塚プロダクション
  - 小学三年生 1980年9月号 - 1981年6月号連載 作画：甲斐謙二

### 作者没後の作品
コミック伝説マガジン版 鉄腕アトム
コミック伝説マガジン創刊号（実業之日本社 2001年6月25日発売）に描き下ろし掲載。製作は手塚プロダクション（プロダクション名のみで執筆者未記載）。
PLUTO
ビッグコミックオリジナル（小学館 2003年9月5日号 - 2009年4月20日号）に連載。作者は浦沢直樹。「地上最大のロボットの巻」のリメイク作品。
ASTRO BOY 鉄腕アトム（コミカライズ版）
小学館各誌、別冊コロコロコミック（2003年4月 - 8月）、小学五年生（2003年3月 - 7月）、小学六年生（2003年4月 - 5月）に掲載。テレビアニメのコミカライズ版。作者は姫川明。
青騎士（単行本時『青騎士 -鉄腕アトム 青騎士より-』）
ケロケロエース（角川書店 2009年11月号 - 2010年3月号）に連載。作者は姫川明。「青騎士の巻」のリメイク兼青騎士のスピンオフ作品。
アトム ザ・ビギニング
月刊ヒーローズ（ヒーローズ 2015年1月号 - ）に連載。企画原案はゆうきまさみで漫画執筆はカサハラテツロー。2017年にアニメ化もされている。当初は若い頃の天馬博士とお茶の水博士が主人公の本編の前日譚とされていたが、途中で『アトム今昔物語』でアトムが1969年にタイムスリップしたことで歴史が分岐した並行世界が舞台だと判明する。

## 書誌情報
ISBNは判明しているもののみ表記している。

### 単行本

#### 最初の単行本
- 手塚治虫 『長編冒険漫画 鉄腕アトム』 光文社〈光文社の漫画〉、全8巻
  1. 1956年6月1日発行
  2. 1957年5月10日発行
  3. 1957年12月15日発行
  4. 1958年8月25日発行
  5. 1958年11月10日発行
  6. 1959年9月25日発行
  7. 1959年12月20日発行
  8. 1960年7月25日発行

#### 光文社カッパコミックス版
- 手塚治虫 『鉄腕アトム』 光文社〈カッパコミックス〉、全34巻
本巻（全32巻）
  1. 「アトム大使の巻 アトラスの巻」1964年1月1日発行
  2. 「火星探検の巻 冷凍人間の巻 海蛇島の巻」1964年2月1日発行
  3. 「ZZZ総統の巻 赤いネコの巻」1964年3月1日発行
  4. 「電光人間の巻 ゲルニカの巻 イワンのばかの巻」1964年4月1日発行
  5. 「十字架島の巻 植物人間の巻」1964年5月1日発行
  6. 「人工太陽球の巻 キリストの目の巻」1964年6月1日発行
  7. 「ブラック・ルックスの巻 ミドロが沼の巻」1964年7月1日発行
  8. 「エジプト陰謀団の秘密の巻」1964年8月1日発行
  9. 「ウランちゃんの巻 アトム対ガロンの巻」1964年9月1日発行
  10. 「白熱人間の巻 白い惑星の巻 マッド・マシーンの巻」1964年10月1日発行
  11. 「ロボットランドの巻 ガデムの巻」1964年11月1日発行
  12. 「ホットドック兵団の巻（上）」1964年12月1日発行
  13. 「ホットドック兵団の巻（下）」1965年1月1日発行
  14. 「悪魔のハチの巻 宇宙ヒョウの巻」1965年2月1日発行
  15. 「三人の魔術師の巻」1965年3月1日発行
  16. 「デッドクロス殿下の巻」1965年4月1日発行
  17. 「地上最大のロボットの巻（上）」1965年5月1日発行
  18. 「地上最大のロボットの巻（下）」1965年6月1日発行
  19. 「透明巨人の巻 ロボット流しの巻」1965年7月1日発行
  20. 「ユウレイ製造機の巻 若返りガスの巻 黄色い馬の巻」1965年8月1日発行
  21. 「ロボット爆弾の巻 ガンガラ島の巻 気体人間の巻」1965年9月1日発行
  22. 「コウモリ伯爵の巻 ぬすまれたアトムの巻」1965年10月1日発行
  23. 「ロボイドの巻（上）」1965年11月1日発行
  24. 「ロボイドの巻（下） 地底戦車の巻」1965年12月1日発行
  25. 「地球最後の日の巻」1966年1月1日発行
  26. 「ロボット宇宙艇の巻」1966年2月1日発行
  27. 「宇宙の寄生虫の巻 宇宙放送の巻」1966年4月1日発行
  28. 「ロビオとロビエットの巻」1966年5月1日発行
  29. 「天馬族の砦の巻 コバルトの巻」1966年6月1日発行
  30. 「悪魔と風船の巻」1966年7月1日発行
  31. 「青騎士の巻（上）」1966年8月1日発行
  32. 「青騎士の巻（下）」1966年9月1日発行

別巻（全2巻）
  1. 「ふしぎなボールの巻 宇宙飛行の科学」1965年9月15日発行
  2. 「アルプスの決闘の巻 ロボットの科学」1966年1月15日発行

#### 光文社カッパコミックスデラックス版
- 手塚治虫 『鉄腕アトム』 光文社〈カッパコミックスデラックス〉、全3巻
  1. 「・アトム大使の巻・アトラスの巻・火星探検の巻・冷凍人間の巻・海蛇島の巻」1965年12月5日発行
  2. 「・ZZZ総統の巻・赤いネコの巻・電光人間の巻・ゲルニカの巻・イワンのばかの巻」1965年12月5日発行
  3. 「・十字架島の巻・植物人間の巻・人工太陽球の巻・キリストの目の巻」1965年12月5日発行

#### 小学館ゴールデンコミックス版
- 手塚治虫 『鉄腕アトム』 小学館〈ゴールデンコミックス〉、全20巻
  1. 1968年10月30日発行
  2. 1968年10月30日発行
  3. 1968年12月10日発行
  4. 1968年12月10日発行
  5. 1969年1月10日発行
  6. 1969年1月10日発行
  7. 1969年2月10日発行
  8. 1969年2月10日発行
  9. 1969年3月10日発行
  10. 1969年3月25日発行
  11. 1969年5月10日発行
  12. 1969年6月10日発行
  13. 1969年7月10日発行
  14. 1969年8月10日発行
  15. 1969年10月10日発行
  16. 1969年11月10日発行
  17. 1969年12月10日発行
  18. 1970年1月10日発行
  19. 1970年2月10日発行
  20. 1970年3月20日発行

#### サンコミックス版
- 手塚治虫 『鉄腕アトム』 朝日ソノラマ〈サンコミックス〉、全22巻
本巻（全21巻）
  1. 1975年6月20日初版発行、ISBN 4-257-91331-2
  2. 1975年6月20日初版発行、ISBN 4-257-91332-0
  3. 1975年7月25日初版発行、ISBN 4-257-91333-9
  4. 1975年7月25日初版発行、ISBN 4-257-91334-7
  5. 1975年8月30日初版発行、ISBN 4-257-91335-5
  6. 1975年8月30日初版発行、ISBN 4-257-91336-3
  7. 1975年10月1日初版発行、ISBN 4-257-91337-1
  8. 1975年10月1日初版発行、ISBN 4-257-91338-X
  9. 1975年10月30日初版発行、ISBN 4-257-91339-8
  10. 1975年10月30日初版発行、ISBN 4-257-91340-1
  11. 1975年11月30日初版発行、ISBN 4-257-91341-X
  12. 1975年11月30日初版発行、ISBN 4-257-91342-8
  13. 1975年12月25日初版発行、ISBN 4-257-91343-6
  14. 1976年1月30日初版発行、ISBN 4-257-91344-4
  15. 1976年2月16日初版発行、ISBN 4-257-91345-2
  16. 1976年3月5日初版発行、ISBN 4-257-91346-0
  17. 1976年3月31日初版発行、ISBN 4-257-91347-9
  18. 1976年4月30日初版発行、ISBN 4-257-91348-7
  19. 1976年5月31日初版発行、ISBN 4-257-91349-5
  20. 1976年6月10日初版発行、ISBN 4-257-91350-9
  21. 1976年7月15日初版発行、ISBN 4-257-91351-7

別巻（全1巻）
  1. 1976年9月30日初版発行、ISBN 4-257-91389-4

#### 講談社KCスペシャル版
- 手塚治虫 『鉄腕アトム』 講談社〈KCスペシャル〉、全7巻
  1. 1987年3月6日第一刷発行、ISBN 4-06-101305-X
  2. 1987年4月6日第一刷発行、ISBN 4-06-101306-8
  3. 1987年5月6日第一刷発行、ISBN 4-06-101307-6
  4. 1987年6月6日第一刷発行、ISBN 4-06-101308-4
  5. 1987年7月6日第一刷発行、ISBN 4-06-101309-2
  6. 1987年8月6日第一刷発行、ISBN 4-06-101310-6
  7. 1987年9月5日第一刷発行、ISBN 4-06-101311-4

#### 秋田書店サンデーコミックス版
- 手塚治虫 『大人気SFコミックス 鉄腕アトム』 秋田書店〈SUNDAY COMICS〉、全23巻
本巻（全21巻）
  1. 1999年6月4日発売[12]、ISBN 4-253-06479-5
  2. 1999年6月4日発売[13]、ISBN 4-253-06480-9
  3. 1999年6月4日発売[14]、ISBN 4-253-06481-7
  4. 1999年7月8日発売[15]、ISBN 4-253-06482-5
  5. 1999年7月8日発売[16]、ISBN 4-253-06483-3
  6. 1999年8月5日発売[17]、ISBN 4-253-06484-1
  7. 1999年8月5日発売[18]、ISBN 4-253-06485-X
  8. 1999年9月9日発売[19]、ISBN 4-253-06486-8
  9. 1999年9月9日発売[20]、ISBN 4-253-06487-6
  10. 1999年10月7日発売[21]、ISBN 4-253-06488-4
  11. 1999年10月7日発売[22]、ISBN 4-253-06489-2
  12. 1999年11月4日発売[23]、ISBN 4-253-06490-6
  13. 1999年11月4日発売[24]、ISBN 4-253-06491-4
  14. 1999年12月2日発売[25]、ISBN 4-253-06492-2
  15. 1999年12月2日発売[26]、ISBN 4-253-06493-0
  16. 2000年1月13日発売[27]、ISBN 4-253-06494-9
  17. 2000年1月13日発売[28]、ISBN 4-253-06495-7
  18. 2000年2月3日発売[29]、ISBN 4-253-06496-5
  19. 2000年2月3日発売[30]、ISBN 4-253-06497-3
  20. 2000年3月2日発売[31]、ISBN 4-253-06498-1
  21. 2000年3月2日発売[32]、ISBN 4-253-06499-X

別巻（全2巻）
  1. 2000年4月6日発売[33]、ISBN 4-253-06500-7
  2. 2000年4月6日発売[34]、ISBN 4-253-06501-5
- 手塚治虫 『アトムキャット』 秋田書店〈SUNDAY COMICS〉、2000年6月25日初版発行（5月25日発売[35]）、ISBN 4-253-06502-3

#### 小学館ビッグコミックススペシャル版
- 手塚治虫 『鉄腕アトム』 小学館〈ビッグコミックススペシャル〉、全5巻
  1. 2003年8月発行、ISBN 4-09-187711-7
  2. 2003年8月発行、ISBN 4-09-187712-5
  3. 2003年8月発行、ISBN 4-09-187713-3
  4. 2003年9月発行、ISBN 4-09-187714-1
  5. 2003年9月発行、ISBN 4-09-187715-X

#### 小学館ぴっかぴかコミックス版
- 手塚治虫 『鉄腕アトム』 小学館〈ぴっかぴかコミックス〉、全2巻
  1. 2005年7月5日発行、ISBN 4-09-148086-1
  2. 2005年8月5日発行、ISBN 4-09-148087-X

#### 中・短編集
- 手塚治虫 『鉄腕アトム ORIGINAL』光文社〈光文社コミックス〉、1997年4月20日発行、ISBN 4-334-80372-5

### 文庫版

#### 秋田文庫版・秋田CD文庫版
- 手塚治虫 『鉄腕アトム』 秋田書店〈秋田CD文庫〉、全2巻
「秋田CD文庫版」（全10巻）の中で2冊が『鉄腕アトム』の作品となっている[注 25]。本項目では『鉄腕アトム』の作品のみ表記している。
  1. 「ガロン」1995年6月20日初版発行（5月19日発売[36]）、ISBN 4-253-18216-X
  2. 「史上最大のロボット」1995年7月20日初版発行（7月14日発売[37]）、ISBN 4-253-18217-8
- 手塚治虫 『アトムキャット』 秋田書店〈秋田文庫〉、2003年4月10日初版発行（3月6日発売[38]）、ISBN 4-253-17412-4

#### 光文社文庫版
- 手塚治虫 『鉄腕アトム』 光文社〈光文社文庫COMIC SERIES〉、全15巻
  1. 1995年10月15日初版第1刷発行、ISBN 4-334-77001-0
  2. 1995年10月15日初版第1刷発行、ISBN 4-334-77002-9
  3. 1995年10月15日初版第1刷発行、ISBN 4-334-77003-7
  4. 1995年10月15日初版第1刷発行、ISBN 4-334-77004-5
  5. 1995年10月15日初版第1刷発行、ISBN 4-334-77005-3
  6. 1995年11月15日初版第1刷発行、ISBN 4-334-77006-1
  7. 1995年11月15日初版第1刷発行、ISBN 4-334-77007-X
  8. 1995年11月15日初版第1刷発行、ISBN 4-334-77008-8
  9. 1995年11月15日初版第1刷発行、ISBN 4-334-77009-6
  10. 1995年11月15日初版第1刷発行、ISBN 4-334-77010-X
  11. 1995年12月15日初版第1刷発行、ISBN 4-334-77011-8
  12. 1995年12月15日初版第1刷発行、ISBN 4-334-77012-6
  13. 1995年12月15日初版第1刷発行、ISBN 4-334-77013-4
  14. 1995年12月15日初版第1刷発行、ISBN 4-334-77014-2
  15. 1995年12月15日初版第1刷発行、ISBN 4-334-77015-0

#### 講談社漫画文庫版
- 手塚治虫 『鉄腕アトム』 講談社〈講談社漫画文庫〉、全13巻
  1. 2002年6月4日発売[39]、ISBN 4-06-360268-0
  2. 2002年6月4日発売[40]、ISBN 4-06-360269-9
  3. 2002年7月4日発売[41]、ISBN 4-06-360301-6
  4. 2002年7月4日発売[42]、ISBN 4-06-360302-4
  5. 2002年8月1日発売[43]、ISBN 4-06-360313-X
  6. 2002年8月1日発売[44]、ISBN 4-06-360314-8
  7. 2002年9月4日発売[45]、ISBN 4-06-360350-4
  8. 2002年9月4日発売[46]、ISBN 4-06-360351-2
  9. 2002年10月3日発売[47]、ISBN 4-06-360372-5
  10. 2002年10月3日発売[48]、ISBN 4-06-360373-3
  11. 2002年11月1日発売[49]、ISBN 4-06-360401-2
  12. 2002年11月1日発売[50]、ISBN 4-06-360402-0
  13. 2002年12月4日発売[51]、ISBN 4-06-360421-7

### 手塚治虫作品集

#### 手塚治虫漫画全集
本項目では『鉄腕アトム』関連の漫画全集のみ表記している。他作品については手塚治虫漫画全集#作品を参照されたい。
- 手塚治虫 『鉄腕アトム』 講談社〈手塚治虫漫画全集〉、全20巻
本巻（全18巻）
  1. 1979年10月20日第一刷発行、ISBN 4-06-173221-8
  2. 1980年1月20日第一刷発行、ISBN 4-06-173222-6
  3. 1980年4月20日第一刷発行、ISBN 4-06-173223-4
  4. 1980年5月20日第一刷発行、ISBN 4-06-173224-2
  5. 1980年6月20日第一刷発行、ISBN 4-06-173225-0
  6. 1980年7月20日第一刷発行、ISBN 4-06-173226-9
  7. 1980年8月20日第一刷発行、ISBN 4-06-173227-7
  8. 1980年9月20日第一刷発行、ISBN 4-06-173228-5
  9. 1980年10月20日第一刷発行、ISBN 4-06-173229-3
  10. 1980年11月20日第一刷発行、ISBN 4-06-173230-7
  11. 1980年12月20日第一刷発行、ISBN 4-06-173231-5
  12. 1981年1月20日第一刷発行、ISBN 4-06-173232-3
  13. 1981年2月20日第一刷発行、ISBN 4-06-173233-1
  14. 1981年3月20日第一刷発行、ISBN 4-06-173234-X
  15. 1981年4月20日第一刷発行、ISBN 4-06-173235-8
  16. 1981年5月1日第一刷発行、ISBN 4-06-173236-6
  17. 1981年6月20日第一刷発行、ISBN 4-06-173237-4
  18. 1981年7月20日第一刷発行、ISBN 4-06-173238-2

別巻（全2巻）
  1. 1982年7月20日第一刷発行、ISBN 4-06-173251-X
  2. 1982年11月20日第一刷発行、ISBN 4-06-173252-8
- 手塚治虫 『アトム今昔物語』 講談社〈手塚治虫漫画全集〉、全3巻
  1. 1982年3月20日第一刷発行、ISBN 4-06-173240-4
  2. 1982年5月20日第一刷発行、ISBN 4-06-173241-2
  3. 1982年6月20日第一刷発行、ISBN 4-06-173242-0
- 手塚治虫 『アトムキャット』 講談社〈手塚治虫漫画全集〉、1993年1月16日第一刷発行、ISBN 4-06-175909-4

#### ほるぷ版 手塚治虫選集
『ほるぷ版 手塚治虫選集』（全20巻）の中で1 - 6巻が『鉄腕アトム』の選集となっている。本項目では『鉄腕アトム』の選集のみ表記している。
- 『ほるぷ版 手塚治虫選集(1) 鉄腕アトム①』1982年6月1日第1刷発行
- 『ほるぷ版 手塚治虫選集(2) 鉄腕アトム②』1982年6月1日第1刷発行
- 『ほるぷ版 手塚治虫選集(3) 鉄腕アトム③』1982年6月1日第1刷発行
- 『ほるぷ版 手塚治虫選集(4) 鉄腕アトム④』1982年6月1日第1刷発行
- 『ほるぷ版 手塚治虫選集(5) 鉄腕アトム⑤』1982年6月1日第1刷発行
- 『ほるぷ版 手塚治虫選集(6) 鉄腕アトム⑥』1982年6月1日第1刷発行

#### 手塚治虫作品集
手塚治虫のデビュー40周年を記念して出版された。『手塚治虫作品集』（全11巻）の中で9 - 11巻が『鉄腕アトム』の名作集となっている。本項目では『鉄腕アトム』の作品集のみ表記している。
- 『手塚治虫作品集(9) 鉄腕アトム①』1984年1月1日発行
- 『手塚治虫作品集(10) 鉄腕アトム②』1984年1月1日発行
- 『手塚治虫作品集(11) 鉄腕アトム③』1984年1月1日発行

#### 手塚治虫アニメ名作集
手塚治虫のデビュー40周年を記念して出版された。『手塚治虫アニメ名作集』（全16巻）の中で1 - 3巻が『鉄腕アトム』の名作集となっている。本項目では『鉄腕アトム』の名作集のみ表記している。
- 『手塚治虫アニメ名作集(1) 鉄腕アトム① アトムのたんじょう』1985年5月27日第1刷発行、ISBN 4-06-190701-8
- 『手塚治虫アニメ名作集(2) 鉄腕アトム② すてきなプレゼント』1985年6月14日第1刷発行、ISBN 4-06-190702-6
- 『手塚治虫アニメ名作集(3) 鉄腕アトム③ アトムとウランちゃん』1985年9月14日第1刷発行、ISBN 4-06-190703-4

#### 手塚治虫文庫全集
本項目では『鉄腕アトム』関連の文庫全集のみ表記している。他作品については手塚治虫文庫全集#作品を参照されたい。
- 手塚治虫 『鉄腕アトム』 講談社〈手塚治虫文庫全集〉、全10巻
本巻（全9巻）
  1. 2009年10月9日発売[52]、ISBN 978-4-06-373701-1
  2. 2009年10月9日発売[53]、ISBN 978-4-06-373702-8
  3. 2009年10月9日発売[54]、ISBN 978-4-06-373703-5
  4. 2009年11月11日発売[55]、ISBN 978-4-06-373704-2
  5. 2009年11月11日発売[56]、ISBN 978-4-06-373705-9
  6. 2009年12月11日発売[57]、ISBN 978-4-06-373706-6
  7. 2009年12月11日発売[58]、ISBN 978-4-06-373707-3
  8. 2010年1月8日発売[59]、ISBN 978-4-06-373708-0
  9. 2010年1月8日発売[60]、ISBN 978-4-06-373709-7

別巻（全1巻）
  1. 2010年1月8日発売[61]、ISBN 978-4-06-373733-2
- 手塚治虫 『アトムキャット』 講談社〈手塚治虫文庫全集〉、2009年12月11日発売[62]、ISBN 978-4-06-373731-8
- 手塚治虫 『アトム今昔物語』 講談社〈手塚治虫文庫全集〉、2010年1月8日発売[63]、ISBN 978-4-06-373732-5

### 手塚治虫以外による作品
- 手塚治虫（原作） / 姫川明（作画） 『ASTRO BOY 鉄腕アトム』 小学館〈てんとう虫コミックススペシャル〉、全3巻

- 手塚治虫（原作） / 浦沢直樹（作画） 『PLUTO』 小学館〈ビッグコミックス〉、全8巻

- 手塚治虫（原作） / 西島大介（作画） 『アトムちゃん』 角川書店〈単行本コミックス〉、2009年10月1日発行（9月28日発売[64]）、ISBN 978-4-04-854394-1
- 手塚治虫（原作） / 姫川明（作画） 『青騎士 鉄腕アトム青騎士より』 角川書店〈角川コミックス・エース〉、2010年4月22日発売[65]、ISBN 978-4-04-715434-6
- 手塚治虫（原案） / ゆうきまさみ（コンセプトワークス） / カサハラテツロー（作画） 『アトム ザ・ビギニング』 ヒーローズ〈ヒーローズコミックス〉、既刊20巻（2024年3月5日現在）

### 愛蔵版
- 手塚治虫 『豪華愛蔵版 鉄腕アトム』 朝日ソノラマ、全3巻
  1. 1978年12月8日発行、ISBN 4-257-90016-4
  2. 1978年12月25日発行、ISBN 4-257-90017-2
  3. 1979年1月31日発行、ISBN 4-257-90018-0
- 手塚治虫 『豪華愛蔵版 鉄腕アトム』 講談社〈講談社コミックス〉、全15巻
7巻以降については、公式サイトにて発売日の記述がされているため発売日も併記している。
  1. 1992年11月24日第1刷発行、ISBN 4-06-313358-3
  2. 1992年11月24日第1刷発行、ISBN 4-06-313360-5
  3. 1992年11月18日第1刷発行、ISBN 4-06-313364-8
  4. 1993年1月23日第1刷発行、ISBN 4-06-313367-2
  5. 1993年2月23日第1刷発行、ISBN 4-06-313368-0
  6. 1993年3月23日第1刷発行、ISBN 4-06-313369-9
  7. 1993年4月23日第1刷発行（4月20日発売[66]）、ISBN 4-06-313370-2
  8. 1993年5月22日第1刷発行（5月19日発売[67]）、ISBN 4-06-313372-9
  9. 1993年6月23日第1刷発行（6月21日発売[68]）、ISBN 4-06-313373-7
  10. 1993年7月23日第1刷発行（7月20日発売[69]）、ISBN 4-06-313374-5
  11. 1993年8月23日第1刷発行（8月19日発売[70]）、ISBN 4-06-313375-3
  12. 1993年9月22日第1刷発行（9月20日発売[71]）、ISBN 4-06-313376-1
  13. 1993年10月23日第1刷発行（10月20日発売[72]）、ISBN 4-06-313378-8
  14. 1993年11月22日第1刷発行（11月19日発売[73]）、ISBN 4-06-313380-X
  15. 1993年12月18日第1刷発行（12月15日発売[74]）、ISBN 4-06-313382-6
- 手塚治虫 『手塚治虫全集 1 鉄腕アトム』 金の星社、2008年1月発行、ISBN 978-4-323-07101-5

### 復刻版
- 手塚治虫 『復刻版 アトム今昔物語』 メディアファクトリー〈MFコミックス フラッパーシリーズ〉、2004年12月22日発売[75]、ISBN 4-8401-0995-8
- 手塚治虫 『鉄腕アトム《オリジナル版》復刻大全集』 ジェネオン・ユニバーサル・エンターテイメント→復刊ドットコム[注 27]、全7巻
  1. 2009年9月17日発行、ISBN 978-4-86235-491-4
  2. 2009年12月16日発行、ISBN 978-4-86235-493-8
  3. 2010年3月16日発行、ISBN 978-4-86235-497-6
  4. 2010年7月23日発行、ISBN 978-4-8354-4537-3
  5. 2010年10月10日発行、ISBN 978-4-8354-4538-0
  6. 2010年12月24日発行、ISBN 978-4-8354-4539-7
  7. 2011年4月29日発行、ISBN 978-4-8354-4540-3
- 手塚治虫（原作） / 小説宝石編集部（編） 『鉄腕アトム 素晴らしき少年の世界』 光文社〈少年王コミックス〉、2014年12月15日発売[76]、ISBN 978-4-334-80799-3
- 手塚治虫 『長編冒険漫画 鉄腕アトム 復刻版』 復刊ドットコム、全8巻
  1. 「1956 - 57・復刻版①」2014年12月28日発行、ISBN 978-4-8354-5136-7
  2. 「1956 - 57・復刻版②」2015年2月23日発行、ISBN 978-4-8354-5137-4
  3. 「1956 - 57・復刻版③」2015年4月27日発行、ISBN 978-4-8354-5138-1
  4. 「1958 - 60・復刻版④」2015年7月30日発行、ISBN 978-4-8354-5217-3
  5. 「1958 - 60・復刻版⑤」2015年8月30日発行、ISBN 978-4-8354-5218-0
  6. 「1958 - 60・復刻版⑥」2015年10月27日発行、ISBN 978-4-8354-5219-7
  7. 「1958 - 60・復刻版⑦」2015年12月29日発行、ISBN 978-4-8354-5220-3
  8. 「1958 - 60・復刻版⑧」2016年2月27日発行、ISBN 978-4-8354-5221-0

### ベストセレクション
- 手塚治虫（カバーイラスト） / 手塚プロダクション（編集） 『ベストセレクション 鉄腕アトム』 角川書店〈単行本コミックス〉、2009年10月7日発売[77]、ISBN 978-4-04-854392-7
- 手塚治虫 『MIGHTY ATOM BEST SELECTION』 実業之日本社〈英語コミックス〉、2013年8月29日発売[78]、ISBN 978-4-408-11017-2

### 廉価版コミックス
- 手塚治虫 『鉄腕アトム』 小学館〈My First BIG〉、全9巻
  1. 「アトム誕生」2003年3月発行、ISBN 4-09-109113-X
  2. 「地上最大のロボット」2003年4月発行、ISBN 4-09-109121-0
  3. 「ホットドッグ兵団」2003年5月発行、ISBN 4-09-109131-8
  4. 「地球最後の日」2003年5月発行、ISBN 4-09-109140-7
  5. 「青騎士」2003年6月発行、ISBN 4-09-109153-9
  6. 「アトム復活」2003年7月発行、ISBN 4-09-109163-6
  7. 「ロボット宇宙艇」2003年8月発行、ISBN 4-09-109183-0
  8. 「ゾロモンの宝石」2003年9月発行、ISBN 4-09-108005-7
  9. 「顔のないロボット」2003年10月発行、ISBN 4-09-108023-5
- 手塚治虫 『鉄腕アトム 地上最大のロボット』 講談社〈講談社プラチナコミックス〉、2007年11月28日発売[79]、ISBN 978-4-06-374073-8
- 手塚治虫 『手塚治虫セレクション 甦る！鉄腕アトム』 三栄書房〈サンエイムック〉、2016年1月発行、ISBN 978-4-7796-2792-7

### アニメフィルムコミック
- 手塚治虫（原作） / 虫プロダクション（制作） 『テレビ版 鉄腕アトム』 ポプラ社、全5巻
  1. 「子象プーラの巻」1970年11月15日発行
  2. 「不死鳥の巻」1970年11月25日発行
  3. 「新かぐや姫の巻」1970年12月5日発行
  4. 「ロボット競技大会の巻」1970年12月15日発行
  5. 「お化けは夜来るの巻」1970年12月25日発行
- 手塚治虫 『アニメ版 鉄腕アトム』 日本テレビ放送網〈日本テレビコミックス〉、全11巻
  1. 「アトム誕生」1980年12月発行
  2. 「アトラス復活」1981年1月発行
  3. 「ダムダムの首」1981年2月発行
  4. 「ウランはおてんば娘」1981年3月発行
  5. 「十字架島のプーク」1981年4月発行
  6. 「史上最強のロボット」1981年4月発行
  7. 「ブラックジャックの大作戦」1981年6月発行
  8. 「地下鉄大暴走」1981年7月発行
  9. 「小象プーラ」1981年8月発行
  10. 「盗まれた太陽」1981年9月発行
  11. 「アトラスよ永遠に」1981年12月発行

### 小説
- 手塚治虫（原作） / 二階堂黎人（著） 『小説鉄腕アトム 火星のガロン』 講談社〈KCノベルス〉、2007年11月29日発売[80]、ISBN 978-4-06-373314-3
- 手塚治虫（原作） / 大塚英志（著） 『小説 アトム大使』 角川書店〈角川つばさ文庫〉、2009年10月1日発売[81]、ISBN 978-4-04-631059-0
- 手塚治虫（原作） / トレーシー・ウエスト（著） / 河井直子（訳） 『ATOM』 角川書店〈角川つばさ文庫〉、2009年10月1日発売[82]、ISBN 978-4-04-631056-9

### 紙芝居・絵本

#### 紙芝居
- 手塚治虫（原作） / 虫プロダクション（監修） 『かみしばい 鉄腕アトム』 童心社〈鉄腕アトムシリーズ〉、全7巻
  - 「アトム誕生のまき」1965年9月5日初版発行
  - 「海へび島のまき」1965年9月5日初版発行
  - 「ウランちゃんのまき」1965年9月5日初版発行
  - 「植物人間のまき」1965年9月5日初版発行
  - 「地上最大のロボットのまき（上）」1965年9月5日初版発行
  - 「地上最大のロボットのまき（下）」1965年9月5日初版発行
  - 「みどろが沼のまき」1965年9月5日初版発行
- 手塚治虫（原作） / 虫プロダクション（画） / 清水えみ子（展開指導） 『鉄腕アトム』 童心社〈美しい心シリーズ〉、全2巻
  - 「火星たんけんのまき（上）」1967年発行
  - 「火星たんけんのまき（下）」1967年発行
- 手塚治虫（作） / 虫プロダクション（画） 『かみしばい 鉄腕アトム』 童心社〈童心社の家庭版かみしばい〉、全2巻
  - 「地上最大のロボットのまき（上）」1982年9月15日初版発行
  - 「地上最大のロボットのまき（下）」1982年9月15日初版発行

#### 絵本
- 手塚治虫 『小学館のテレビ絵本 鉄腕アトム』 小学館〈小学館のテレビ絵本シリーズ〉、全3巻 
  1. 「アトムたんじょうのまき」1980年12月発行、ISBN 4-09-111121-1
  2. 「ロボットランドの まき」1981年1月発行、ISBN 4-09-111122-X
  3. 「スピードきょうそうのまき」1981年3月発行、ISBN 4-09-111123-8
- 手塚治虫（原作） / 手塚プロダクション（制作） 『アストロボーイ鉄腕アトム』 文渓堂、全5巻
  1. 「アトムたんじょう！」2004年10月発行、ISBN 4-89423-404-1
  2. 「アトムとアトラスのたたかい」2006年3月発行、ISBN 4-89423-472-6
  3. 「アトムのいもうとウラン」2006年3月発行、ISBN 4-89423-473-4
  4. 「最強のロボットプルートゥ」2004年10月発行、ISBN 4-89423-474-2
  5. 「最後のたたかい」2004年10月発行、ISBN 4-89423-475-0
- 『アトムといっしょ！かいておってわたそうおりてがみ』 講談社〈講談社こどもクラブ〉、2008年3月21日発売[83]、ISBN 4-06-378906-3
- 手塚プロダクション（監修） 『角川アニメ絵本 GO!GO!アトム』 2020年8月7日発売[84]、ISBN 978-4-04-109320-7
- 『0さいからのアトムのちきゅうずかん えいごつき』2019年11月29日発売[85]、ISBN 978-4-06-515622-3

### 関連書籍
- 『鉄腕アトムアイテム超百科』1981年11月発行、ISBN 4-651-02514-5
- 『ファミコン必勝テクニック完ペキ本 鉄腕アトム』1988年4月発行、ISBN 4-19-668042-9
- 『ファミリーコンピュータコナミスペシャル 鉄腕アトム必勝法マニュアル』1988年4月発行、ISBN 4-87655-015-8
- 『「少年」傑作集 第1巻 鉄腕アトムほか』1989年8月20日発行、ISBN 4-334-70997-4
  - 『「少年」傑作集』（全6巻）の中で第1巻が「鉄腕アトムほか」の傑作集となっている[注 28]。本項目では『鉄腕アトム』の作品のみ表記している。
- 『ORGAN#6 鉄腕アトムの涙 テクノロジーの夢と臨界』1989年1月発行、ISBN 4-7684-6695-8
- 『鉄腕アトムワールド』1993年3月発行
- 『私の「鉄腕アトム」 100人のアーティストによる「私のアトム展」』1993年3月23日発売[86]、ISBN 4-8387-0441-0
- 『鉄腕アトムの秘密 空をゆく10万馬力の面白さ！』1993年6月30日初版第1刷発行、ISBN 4-89387-063-7
- 『鉄腕アトムVS鉄人28号 僕たちの「少年」時代』1993年12月発行、ISBN 4-900528-28-5
- 『鉄腕アトム大図鑑』1993年12月18日第1刷発行（12月15日発売[87]）、ISBN 4-06-313381-8
- 『鉄腕アトムロボットサイエンス』1994年11月発行、ISBN 4-09-259065-2
- 『鉄腕アトム大事典』1996年5月10日初版発行、ISBN 4-7949-6259-2
  - 「光文社版」2003年3月発行、ISBN 4-334-78210-8
- 『手塚治虫キャラクター図鑑 1 「鉄腕アトム」とロボット・変身ヒーロー編』1998年8月1日第1刷発行（7月18日発売[88]）、ISBN 4-02-330220-1
  - 『手塚治虫キャラクター図鑑』（全6巻）の中で第1巻が『鉄腕アトム』のキャラクター図鑑となっている[注 29]。本項目では『鉄腕アトム』の作品のみ表記している。
- 『現代科学はアトムに追いついたか！？』1999年11月5日発売[89]、ISBN 4-88991-950-3
- 『鉄腕アトムのタイムカプセル オトナのための手塚治虫論』2002年10月発行、ISBN 4-569-62420-0
- 『鉄腕アトム55の謎』2003年3月8日発売[90]、ISBN 4-14-088061-9
- 『鉄腕アトム HAPPY BIRTHDAY BOX』2003年4月7日発行、ISBN 4-334-90105-0
- 『鉄腕アトムは電気羊の夢を見るか』2003年3月発行、ISBN 4-7949-6562-1
- 『アトムの命題 手塚治虫と戦後まんがの主題』2003年4月発行、ISBN 4-19-861674-4
  - 「角川書店版」2009年9月25日発売[91]、ISBN 978-4-04-419127-6
- 『鉄腕アトムのロボット学』2003年4月発行、ISBN 4-08-781273-1
- 『決定版鉄腕アトム解体新書』2003年4月発行、ISBN 4-331-50963-X
- 『鉄腕アトムコンプリートブック』2003年4月11日発行（3月28日発売[92]）、ISBN 4-8401-0732-7
- 『図説鉄腕アトム』2003年5月30日発行（5月26日発売[93]）、ISBN 4-309-76030-9
  - 『図説鉄腕アトム』（新装版）2022年3月15日発売[94]、ISBN 978-4-309-29191-8
- 『鉄腕アトムその夢と冒険』2003年5月発行、ISBN 4-533-04778-5
- 『アストロボーイ・鉄腕アトム』2003年5月発行、ISBN 4-636-25745-6
- 『アストロボーイ・鉄腕アトム ピアノ・ソロ・アルバム』2003年5月発行、ISBN 4-8108-2983-9
- 『鉄腕アトム パワーアップ図鑑』2003年7月発行、ISBN 4-09-750611-0
- 『僕たちの好きな鉄腕アトム 第1期テレビアニメシリーズ 全193話 完全ガイド』2003年6月27日発売[95]、ISBN 4-7966-3373-1
- 『鉄腕アトム66の謎 7つの超能力をもつロボット』2003年9月発行、ISBN 4-8113-7658-7
- 『鉄腕アトムを救った男』2004年11月発行、ISBN 4-408-39561-7
- 『手塚治虫と6人 日本のレオナルド・ダ・ヴィンチ 「鉄腕アトム」の誕生秘話』2005年12月発行、ISBN 4-8347-5551-7
- 『描きかえられた『鉄腕アトム』』2008年3月21日発売[96]、ISBN 978-4-7571-4179-7
- 『やわらかアトムの本』2008年11月発売[97]、ISBN 978-4-591-10555-9
- 『アトムBook』2009年2月7日発売[98]、ISBN 978-4-06-214857-3
  - 「オリジナルフィギュア付き限定版」、ISBN 978-4-06-215037-8
- 『『鉄腕アトム』の時代 映像産業の攻防』2009年2月25日発行、ISBN 978-4-7907-1390-6
- 『キュービック アトム』2009年9月15日発売[99]、ISBN 978-4-286-08296-7
- 『鉄腕アトム 連載60周年記念 TVアニメ放送開始50周年記念 カラー版 限定BOX』全5巻
  1. 2012年6月25日発行、ISBN 978-4-7780-3217-3
  2. 2012年7月26日発行、ISBN 978-4-7780-3218-0
  3. 2012年8月24日発行、ISBN 978-4-7780-3219-7
  4. 2012年9月24日発行、ISBN 978-4-7780-3220-3
  5. 2012年10月26日発行、ISBN 978-4-7780-3234-0
- 『DVD BOOK 鉄腕アトム』2012年10月12日発売[100]、ISBN 978-4-8002-0333-5
- 『鉄腕アトムと共に生きて 声優が語るアニメの世界』2015年6月発行、ISBN 978-4-87891-420-1
- 『『鉄腕アトム』の世界』2017年5月1日発行（4月1日発売[101]）、ISBN 978-4-8002-6935-5
- 『ATOMの開発現場に潜入せよ！』2017年7月21日発売[102]、ISBN 978-4-06-510125-4
- 『18歳のアトム 手塚治虫の鉄腕アトムから18歳のアトムへ』2019年4月発行、ISBN 978-4-905530-79-4
- 『鉄腕アトム プロローグ集成』2019年11月21日発売[103]、ISBN 978-4-8456-3442-2
- 『アトムの科学なんでも百科』2019年12月20日発売[104]、ISBN 978-4-06-515735-0
- 『アトムのサイエンス・アドベンチャー昆虫世界の大冒険』2020年3月27日発売[105]、ISBN 978-4-06-518325-0
- 『鉄腕アトム 空をこえて』2020年10月発行、ISBN 978-4-86501-470-9
- 『鉄腕アトム原画画集 FAMILY TIME』2021年7月発行、ISBN 978-4-8354-5815-1

## テレビアニメ化の前史
冒険漫画人形劇 鉄腕アトム（紙人形劇 鉄腕アトム）
1957年4月13日から同年9月28日までラジオ東京テレビ（現TBSテレビ）系列で放送。紙人形劇。全25回。人形制作は童夢人形劇研究所。放送時間は毎週土曜日18:00 - 18:30（JST。後の毎日放送制作『土6』枠）。声は里見京子。当時「キングトリスガム」というチューインガムを発売していた「吉木産業」の一社提供。映像は現存していない。
| KRT 土曜18時台前半枠 | KRT 土曜18時台前半枠                            | KRT 土曜18時台前半枠 |
| 前番組               | 番組名                                          | 次番組               |
| -------------------- | ----------------------------------------------- | -------------------- |
| 映画枠               | 冒険漫画人形劇 鉄腕アトム ↓ 紙人形劇 鉄腕アトム | おとぼけ問答         |

鉄腕アトム (実写版)
1959年3月7日から1960年5月28日まで毎日放送制作、フジテレビ系列で放送。製作は松崎プロダクション（第一部は三笠映画との共同製作）。冒頭には既にアトムの物語設定を説明する75秒のセルアニメによるタイトルが付けられていた。このセルアニメの製作は村田映画製作所。
（第1部：ZZZ団の巻、第2部：メキシコの巻、第3部：フランケンとアトムの巻、第4部：火星探検の巻/第5部:気体人間の巻）。
（2009年10月23日に、全65話中の原版が現存する58話を8枚のDVDに収めたDVD-BOXが、ジェネオン･ユニバーサル･エンターティンメントから発売された）。
注記：「特撮秘宝vol.5」（洋泉社MOOK 別冊映画秘宝）、洋泉社、ISBN 978-4-8003-1127-6（2016年12月5日）に、この紙人形劇鉄腕アトムとテレビ実写版鉄腕アトムに関する資料が掲載されている。

## テレビ用アニメーション作品
本作は日本向けに4回（『ビギニング』も含めれば5回）テレビアニメ化がなされている。詳しくは各作品の項目を参照。
ナイジェリア向けアニメ『ろぼっとアトム』については本節に簡単に記載する。

### 連続テレビアニメーション作品
第1作 - 鉄腕アトム (アニメ第1作)
1963年1月1日から1966年12月31日までフジテレビ系列にて放送。製作中プロダクション。全193話（放送期間中の17回ものリピート放送（過去のフィルムをそのまま流すこと）は話数には含めず）。
第2作 - 鉄腕アトム (アニメ第2作)
1980年10月1日から1981年12月23日まで日本テレビで放送。
第3作 - ASTRO BOY 鉄腕アトム
2003年4月6日から2004年3月28日までフジテレビ系列にて放送。
ろぼっとアトム
2014年3月よりナイジェリアで放送。詳細後述。
アトム ザ・ビギニング
2017年放送。
GO!GO!アトム
2019年 - 2020年にテレビ東京系列『プリスクタイム』第2部にて放送。未就学児・小学校低学年向けのアニメ。

### ろぼっとアトム
原題は『Little Astro Boy』。2014年3月よりナイジェリアでの放送を主目的として、同国の民間テレビ局「チャンネルズTV」にて1話15分で全8話を制作・放送。手塚プロダクションが海外市場の開拓を図るため、様々なリサーチからアフリカ市場に将来性を感じ同局と共同制作した。
視聴層を低年齢向けに定め、アトムは原典よりも幼い外見にリ・デザイン。内容も「ロボタウン」を舞台にアトムが人間やロボットの仲間たちと悪者を退治したりカーレースをする日常風景を単純明快に描く。
2015年11月には日本向けローカライズ版『ろぼっとアトム』としてDVDソフト化され、ハピネット・ピクチャーズより販売。

#### キャスト（ろぼっとアトム）
- アトム - 村川梨衣
- ピッコ - 中司ゆう花
- レジー - 菊池正美
- タック - 山口眞弓
- キナコ - 深田愛衣
- ケン - 田野アサミ
- ミッチー - 秋奈
- ポール - 寺崎裕香
- オチャノミズ博士 - 岐部公好
- ハムエッグ - 北沢力
- フラー博士 - 青木強
- ゴラー - 江川大輔
- パト兄 - 利根健太朗
- スピードジョー - 小西克幸

#### スタッフ（ろぼっとアトム）
- 原作 - 手塚治虫
- 総監督 - 手塚眞
- 監督 - 西田正義
- シリーズ構成 - 野崎透、森田眞由美
- キャラクターデザイン - 三浦菜奈
- 美術デザイン - 西田稔
- 美術監督 - 柴田正人
- 撮影監督 - 川瀬輝之
- 色彩設計 - こばやしみよこ
- 音楽 - 明石隼汰
- 音響監督 - 今泉雄一
- 企画 - 松谷孝征、清水義裕
- プロデューサー - 宇田川純男、橋本信太郎
- 製作 - 手塚プロダクション

#### 各話リスト（ろぼっとアトム）
1. アトム、レーサーになる！？（Astro Becomes a Racer）
2. 暴走リサイクル（Recycling Gone Wild）
3. アトム、宇宙へ行く（Astro Goes to Space）
4. おそうじ大好き（We Love Cleaning）
5. 飛べ！ミッチ―（Fly! Mitchy）
6. ハートに火がついた（Heart on Fire）
7. オ、オイラはモーグラーなんだな（I'm Moler,You See?）
8. 時間を盗んだ男vsアトムと5人と冒険隊（Astro and The 5 Adventures）

### 関連映像作品
アトム天気予報
1964年放映。アトムが出演して天気予報をするミニ番組。DVDに絵コンテが収録されている。
スター千一夜
1965年10月16日の回に放送（フジテレビ）。司会の三木鶏郎とともにアニメのアトムと手塚治虫が「対話」した。
巨人の星対鉄腕アトム
1969年9月6日に日本テレビで放映。著名人を競わせるバラエティ番組「前田武彦の天下のライバル」の内でこの日に放送された約20分のアニメ（「虫プロダクション資料集」によればカラー15分）。これは『巨人の星』の主人公である星飛雄馬や仲間達がアトムと野球の試合やマラソンなどをするというコラボレーション企画であった。アニメ部分の演出は富野由悠季。
対戦はチーム対抗の三回戦で、一回戦は野球で巨人の星勝利、二回戦は双方の一般ファン選抜の子供チームによるチャンバラ合戦でアトム勝利、三回戦はマラソンでアトム勝利、試合後表彰式が行われた。
ジェッターマルス
1977年に『ジェッターマルス』が放映された。当初、「アトムを死なせないで」という要望が強かったため、アトムのリメイク版として企画されたが、手塚の状態から断念。アトムの要素を取り入れたロボットアニメである。
海底超特急マリンエクスプレス
1979年8月26日放映24時間テレビ 「愛は地球を救う」内放映TV特番。アトムはアダムの名で登場している。
第5回 おめでとう!!日本テレビ番組対抗かくし芸大会
1981年1月2日放送。日本テレビ系列の番組出演者が行うかくし芸で、前年秋に開始した『鉄腕アトム（新）』を始め、『あしたのジョー2』『太陽の使者 鉄人28号』の3作品のキャラクターがパフォーマンスをする出し物を放送、アニメ制作は手塚プロダクションと東京ムービー新社の共同制作。声優はすべてオリジナル。
この人 手塚治虫ショー わが夢はるか アトムと飛んだマンガの青春
1983年10月6日にNHK総合で放送。番組冒頭、手塚治虫（実写本人）とアトムが共演するアニメが挿入されている。声は清水マリ。
永遠のアトム 手塚治虫物語
1999年4月15日放映TVドラマ。テレビ東京開局35周年記念番組。※ 1999年日本民間放送連盟賞優秀賞受賞作品。1999年度テレビ東京年間奨励賞受賞作品。
ミレニアム・カウントダウン『手塚治虫アカデミー大賞』
1999年12月31日放映。年末TV特番放映。
手塚治虫が消えた!? 20世紀最後の怪事件
2000年12月5日放映。年末TV特番放映。
アトムの世紀 〜夢のロボット開発に挑む科学者たち〜
原題『ASTROBOY IN ROBOLAND』。2008年、フランスのLes Films d'Ici制作。日本では2008年12月18日にBSハイビジョン映像で放映。番組ディレクターマルク・キャロの演出によって紹介される21世紀の日本のロボット開発最前線に迫るドキュメンタリー映画。
やわらかアトム
2007年より配信の『やわらか戦車』とのコラボレーションアニメ、パロディ作品。
アトムの足音が聞こえる
2011年5月19日公開。音響監督の大野松雄についてのドキュメンタリー映画。一部テレビアニメ第1作の映像が使用されている。
Peeping Life シリーズ
2013年、『Peeping Life』と手塚プロ&タツノコプロとのコラボレーションアニメ。劇場版は2014年11月15日公開、2015年にはテレビシリーズを放送。
ROBOT TOWN SAGAMI 2028
2016年配信。神奈川県『さがみロボット産業特区』PRアニメ。アトムの声は·津村まこと。
ASTRO BOY REBOOT（仮）
放送時期・媒体等未発表。海外で1話30分全52話構成の3Dアニメとしてリブート予定。共同製作はフランスのMethod Animation・Mediawan Kids & FamilyとモナコのShibuya Productions（シブヤ プロダクションズ）、監督はトーマス・アストリュック。
PLUTO
2023年にNetflixで配信。

### 映画
鉄腕アトム 宇宙の勇者
鉄腕アトム 地球防衛隊
鉄腕アトムの交通安全
1994年制作16mmフィルム作品。子供向けの交通安全を教える教育映画で、図書館などに置かれている。
手塚治虫の宇宙 W3（ワンダースリー） 〜銀河連盟の使者〜
1999年公開。プラネタリウム上映作品。上映時間約31分。手塚治虫が少年の頃に見たプラネタリウムを思い出すといった形で、銀河連盟から派遣されたW3の3人と彼らと合流したアトムが星座を紹介していく。
鉄腕アトム／新撰組
1999年7月20日公開。手塚治虫ワールド300インチシアター上映作品。火の鳥をストーリーテラーとした二本立ての作品でアトムは「青騎士」のエピソードが描かれている。
鉄腕アトム〜地球最後の日〜
2001年7月20日公開。手塚治虫ワールド300インチシアター上映作品。
鉄腕アトムと探ろう! 土星をまわる神秘の星タイタン
2005年公開。プラネタリウム上映作品。
ASTRO BOY 鉄腕アトム特別編 アトム誕生の秘密
ASTRO BOY 鉄腕アトム特別編 イワンの惑星〜ロボットと人間の友情〜
ASTRO BOY 鉄腕アトム特別編 輝ける地球（ほし）〜あなたは青く、美しい…〜
ASTRO BOY 鉄腕アトム〜月面基地・消えたロボットの謎〜
ROBOT〜夢のアストロボーイへ〜
ASTRO BOY 鉄腕アトム 10万光年の来訪者・IGZA
ASTRO BOY（当初の公開予定は2004年）企画のみ
「ASTRO BOY 鉄腕アトム」に合わせ、エリック・レイトン監督によるソニー・ピクチャーズ エンタテインメントの100%出資のハリウッド版フルCG映画として企画されたが、公開までにはいたらなかった。
ATOM（2009年10月10日公開）
ASTRO BOY（実写映画企画）
2015年にアニマル・ロジックより実写アクション映画の製作が発表。公開時期等未定。

## ゲーム
鉄腕アトム
ファミリーコンピュータ用ソフト
1988年2月26日発売、発売元はコナミ、開発はホームデータ（後の魔法）。
内容は、アクションゲームであるが、謎解き要素も強い。

鉄腕アトム
スーパーファミコン用ソフト
1994年2月18日発売、開発はザムス、発売はバンプレスト
ASTRO BOY・鉄腕アトム -アトムハートの秘密-
ゲームボーイアドバンス用ソフト
2003年12月18日発売、開発はトレジャー、発売はセガ
ASTRO BOY 鉄腕アトム
PlayStation 2用ソフト
2004年3月18日発売、発売はセガ、開発は同社のソニックチーム
ATOM
PSP用ソフト
2009年10月8日発売、発売はディースリー・パブリッシャー。
空想科学模型遊戯鉄盤アトム
Mobageソーシャルゲーム。2012年4月より配信。
神絵師の絆
2020年4月7日よりサービス開始したスマートフォンゲーム。制作コンパイルハート。手塚治虫作品キャラクター美少女化プロジェクト。スマホ版は2022年9月30日サービス終了。
PC向けDMM GAMES版が2020年5月21日に配信開始、2021年4月30日に終了。

## ミュージカル
ミュージカル アトム
2010年4月17日より公演（東京は2010年6月19日より公演）の、劇団わらび座による『ミュージカル火の鳥 鳳凰編』に続くミュージカル第2弾。初回以降、2013年2月24日にかけて全国ツアーを行っているが、時期によってキャストは変更されている。アトムが活躍した時代より未来の話で動くアトムは登場しない。

### スタッフ
- 原案 - 手塚治虫
- 脚本・演出 - 横内謙介
- 音楽 - 甲斐正人
- 振付 - ラッキィ池田、彩木エリ
- 監修 - 手塚眞
- 協賛 - 手塚プロダクション、角川エンタテインメント
- 共同制作 - 新宿区
- 企画制作 - わらび座

### キャスト（初回公演）
- トキオ - 三重野葵
- マリア - 碓井涼子
- アズリ - 上野哲也
- ダッタン - 宮本昌明
- タケ - 岩本達郎
- エミ - 鳥潟知沙
- 神楽坂町子 - 椿千代
- スーラ - 岡村雄三
- ウメ／ジュリー - 小林すず
- クロキ／チルチル - 千葉真琴
- シアン - 森下彰夫
- チータン - 神谷あすみ
- ヘレン - 工藤純子

## 音楽作品

### 楽曲
- 鉄腕アトム（アトムマーチ） - 言わずと知れたアニメ版で使われる楽曲。作曲は高井達雄、作詞は谷川俊太郎。様々なアーティストがカバーしている。アメリカNBCフィルムズに向けて輸出されたバージョンでは、一部旋律を変えている箇所があるが概ね同じである。
  - 曲は高井が、富士見台駅の近くにあった手塚のスタジオから池袋の自宅まで電車で移動していた15分ほどの間に完成させたものである。第1話の放送時点では歌詞が間に合わずインストゥルメンタルであった[116]。
  - 作詞した詩人の谷川は、（本人曰く）漫画・アニメとは畑違いの分野で活動していたため自信がなかったという。また、作詞の経験はあったものの、先に曲ができてそれに歌詞をつける「曲先」の仕事は初経験だった。ただ、既に『鉄腕アトム』の原作を読んでおり、そのせいか思ったほど難しくはなかったという。歌詞の中の「〜ラララ♪」の部分について、谷川は「言葉が上手くはまらない部分をごまかした」と言うことがあるが、「話を面白くするためのサービスという一面が」あるという。実際は「歌詞は詩よりも言葉数が少なめのほうがいいと考えていたことが基本にありました」という[117]。また、元は「やさしい心」としていたのを「心やさし」などと、高井のアドバイスにより音楽のリズムに合わせて谷川の最初に用意した詩の語順を変更した[116]。
  - 1970年10月に手塚治虫原作作品の主題歌をカバーした企画物LP『虫プロ たのしいテレビまんが大パレード』（日本コロムビア KKS-20017）でコロムビアゆりかご会がカバー[注 30]し、1971年1月25日にシングルカットされた（日本コロムビア SCS-121。B面は「ロボットマーチ」）。
  - ZONEによるアニメ版『アストロボーイ・鉄腕アトム』のエンディングテーマ曲でスカパンクバージョン（『ASTRO Girlz & Boyz』の6曲目に収録）とバラードバージョン（シングル『僕の手紙』の2曲目に収録）の両方が使われている。
  - 1997年、サントリー（現・サントリー食品インターナショナル）烏龍茶のコマーシャルソングとして中国語でカバーされた[注 31]。2003年発売のコラボレーションアルバム『烏龍歌集「チャイ」サントリー烏龍茶CMソングコレクション』に収録された。サントリー食品インターナショナルではその後、2019年にも伊右衛門NEW特茶のCMに男声コーラスによるカバーでコマーシャルソングとして使われた。
  - 1997年4月21日発売のアルバム『ハッピー・チャイルド!〜英語でうたおう こどものうた みんなのうた〜』で、ボイスランド・キッズが英訳詞でカバーした。曲名は「Astro Boy!」。
  - かつてはマツダ・タイタンのCMに使用されたこともある（後述）。
  - 日本の大学野球において東京大学や同志社大学の応援歌として採用されて以降、野球応援の定番となった。日本の高校野球では特に、神奈川県横浜市の横浜高校や横浜商などの演奏が有名である。日本プロ野球においても大石大二郎・田尾安志の応援歌として使用された。
- true blue - ZONEによるアニメ版『アストロボーイ・鉄腕アトム』のオープニングテーマ曲。同シングルに収録。
- 虫プロ版鉄腕アトムの音響効果を担当した大野松雄による音源を元にしたアルバム「鉄腕アトム・音の世界（roots of electronic sound）」（最初のLPはコジマ録音（1975年）で、後2009年にCD化。発売元：日本伝統文化振興財団、販売：ビクターエンタテインメント：VZCG712）。大野によるアニメ第1作の音響・効果音は日本における電子音響の先駆の1つでもあった[要出典]。
- ローゼンブラット :鉄腕アトムの主題によるファンタジー
- 2019年には「コレナンデ商会」でもカバーされた。この時は童謡風のアレンジで、著作権の都合上、アトムの代替として四角いロボットに扮したジェイが登場した。

### トリビュート・アルバム
- MUSIC FOR ATOM AGE♪ - 樋口康雄によるトリビュート・アルバム。
- ASTRO Girlz & Boyz - ZONEとランタイムミュージックエンタテインメント・オールスターによるトリビュート・アルバム。

## 豆知識

### 原作製作秘話
- 英語圏では「宇宙少年」を意味する「Astro Boy」のタイトルに改められた。命名したのはNBC Filmsのシュミットの子供である[118]。手塚は生前、「アトム」が「おなら」を意味するスラングであるため改名したと説明していた。実際、このことは「クイズダービー」の問題[注 32]にもなっている。ただし、アメリカにはアニメーション作品の「Atom Ant（怪力アント）」、アメリカンコミックの「The Mighty Atom」、「The Atom」、キャプテン・マーベルの敵キャラクターとして「Mr.Atom（ミスター・アトム）」が存在することから、これに異を唱える向きもある[119]。
- アニメ第1作の人気が絶頂だった時期に「ぼくはアトムをぼく自身の最大の駄作の一つとみているし、あれは名声欲と、金儲けのために描いているのだ」という自虐的な評価をエッセイで記している[120]。手塚としては、一雑誌連載作品に過ぎない「アトム」が自らの代名詞のように扱われ、しかもアニメ版はオリジナルのストーリーによって原作から遊離しているという意識があった。
- アトムが人間に反旗を翻す「青騎士の巻」が執筆されたのはテレビアニメ第1作が日本や海外で放映されていた時期だった。1975年 - 1976年に刊行されたサンコミックス（朝日ソノラマ）の単行本では、各作品の簡単な解説漫画を付している。この中で「青騎士の巻」について、当時自分の作品、とりわけ『アトム』に対しては「正義の味方で明るく楽天的すぎる」という批判があり、「悪い子のアトムを描くべき」という編集者の意見に従ったが、人気は急落して容易に回復せず、やはりアトムは正義の味方でなくてはならないという思いを抱くに至ったと記している[121]。
- 最晩年の石ノ森章太郎との対談では、悪書追放運動などの漫画バッシングの中、受けを狙って書いていた駄作であり、僕の好きな作品のトップ100にも入らないとしている[122]。
- 夏目房之介によると、『アトム大使』連載の頃の「少年」1月号に同誌連載マンガの各主人公が集合写真のように集まっている絵が載ったが、『アトム大使』の主人公としては敷島健一（通称ケン一君、ケンちゃん）だけが出ていたという[注 33]。

### マスコットキャラクター
- 初回アニメ放送時は、大和銀行のキャラクターとして、貯金箱が作られた。
- 1966年から1970年にはプロ野球球団サンケイアトムズ（-1968）・アトムズ（1969）・ヤクルトアトムズ（1970-1973）のマスコットキャラクターとして、ユニフォームの左袖に空を飛ぶアトムの絵が描かれていた。
- 上記、ヤクルトアトムズのキャラクターであったため、ヤクルトのマスコットとしても使われた。また、子供向けシャンプーなども発売された。
- 塗装メーカーのアトムサポートの家庭用塗装具シリーズ・アトムハウスペイントのCMにも起用された。
- 株式会社アトム（現在は、同社のアトムカンパニー）が中部地域に展開している回転寿司チェーン、アトムボーイのマスコットキャラクターでもある。
- 1980年代にマツダタイタン（小型トラック）のイメージキャラクターに起用。また、アトムマーチのアレンジ版がCMに採用された。
- 横浜シーサイドライン金沢シーサイドラインのマスコットキャラクターとして1989年の開業時から数年間使われ、開業告知のポスターには「鉄腕アトムのシーサイドライン」と記されていた。
- 1990年にNECパラボーラのテレビコマーシャルに出演。
- 1992年にNTTサンクスフェアのテレビコマーシャルに出演。
- 1996年にテルモ体温計のテレビコマーシャルに出演。
- 1997年にトヨタ・プリウスのイメージキャラクターに起用。2007年にもプリウス誕生10周年キャンペーンで再び起用。
- 1999年6月より秋田銀行の通帳とキャッシュカードのデザインに採用された。
- 1999年にデンソー浄水器ミズ純子のテレビコマーシャルに出演（ちなみに、出演キャラクターは御茶の水博士のみ）。
- 2000年にマイカル・サティのイメージキャラクターに起用。
- 2003年には三菱・グランディスのイメージキャラにも起用。なおアニメ3作目「アストロボーイ - 」は三菱がスポンサーで劇中でCMも流れていた。
- 三井海上火災保険（現：三井住友海上火災保険）のイメージキャラクターに起用。
- 2004年に綜合警備保障のCMに起用（「鉄腕ALSOK」というキャッチフレーズ）。
- 2004年より早稲田、高田馬場で地域通貨『アトム通貨』を発行（1馬力=1円換算）。2009年第6期には川口市、札幌市にも支部拡大。
- 2006年にグッドイヤーのスタッドレスタイヤのイメージキャラクターに起用。
- 2006年に東京電機大学開校100周年記念のイメージキャラクターに起用。
- 2007年には北越銀行のイメージキャラクターに起用[123]。キャラクターデザインは1980年放映のアニメ第二作に準じている。
- 2007年に東武鉄道のマンション、リライズガーデン西新井のイメージキャラに起用。
- 2008年にプロトンポンプ阻害剤「パリエット」（エーザイ）の発売10周年イメージキャラクターに起用。
- 2009年にS-1バトルCMに起用。
- 2009年10月8日に「2018/2022年 FIFAワールドカップ日本招致委員会」特別広報大使に就任[124]。
- 2010年2月にエーザイ『ご存知ですか?逆流性食道炎』CMに起用。
- 2010年3月に江崎グリコ『ガム・POs-Ca』CMに起用。アトムの声は小栗旬が担当[125]。
- 2010年4月6日に、高田馬場の区立戸塚第三小学校入学式に参加し特別児童に任命される[126]。
- 2012年4月1日、宝くじ「鉄腕アトムスクラッチラッキー3」（第618回全国自治宝くじ）に起用[127]。
- 2014年7月4日 手塚治虫記念館とオトメイトのコラボとしてテヅカオトメ展で『CLOCK ZERO 〜終焉の一秒〜』の夏目ウタによるイラスト。
- 2015年4月27日、ラグビーワールドカップ2015に出場するラグビー日本代表の応援キャラクターに起用[128]。
- 2015年10月からのソフトバンクCM『MOON RIBAR』シリーズで、堺雅人が元鉄腕アトム役で出演。
- 2016年に神奈川県相模原市の「さがみロボット産業特区」の理念である「ロボットで支える県民のいのち」を最も分かりやすく伝えるキャラクターとして、「鉄腕アトム」を起用。アニメも制作された[129]。
- 2018年12月から富士ゼロックス（現：富士フイルムビジネスイノベーション）の「Smart Work Innovation アトム Document AI」篇 でスーツを着て社内で人間と一緒に働く大人のアトムとして実写映像内にリアルCG出演[130]。

### その他
- 虫プロアトムのスポンサーは明治製菓であった．マーブルチョコレートに入っている応募券を送るとアトムシールをプレゼントというキャンペーンを行ったところ、担当郵便局の能力がパンクした、などというような逸話もある。
- 1970年の正月には、鉄腕アトムのカレンダーが40万部を売り上げるヒットとなった[131]。
- 2003年3月1日に東日本旅客鉄道(JR東日本)山手線高田馬場駅（手塚プロダクションの最寄り駅であり、設定上の科学省の所在地でもある）、2004年4月11日に同武蔵野線新座駅（手塚プロダクションのスタジオの最寄り駅である）、2014年3月21日に阪急電鉄宝塚駅今津線ホーム（青年期を宝塚で過ごした手塚治虫にちなむ）[132]でアニメ版の主題歌『鉄腕アトム』が発車メロディとして使われている。なお、いずれの駅もアレンジは異なる。
- 西武バス運行受託の新座市コミュニティ系バス「新座市シャトルバス」の車外側面に、アトムが描かれたマグネット式のデザインが貼付され、「ボクの絵は新座で生まれてます」といったコピーが一緒に書かれていた。
- プロ野球近鉄バファローズで活躍していた大石大二郎と中日ドラゴンズ時代の田尾安志の応援歌にもアニメ版の主題歌『鉄腕アトム』が使われていた。また高校野球に於いての応援歌の1つとしても、しばしばこの主題歌が演奏される。
- 1991年、山下達郎が鉄腕アトムを題材にした楽曲『アトムの子』をアルバム『ARTISAN』収録曲として発売し、1992年にシングルカット（『アトムの子/BLOW』）した。この曲はアニメ第3作で主題歌を歌ったZONEがカバーし、タイアップアルバム『ASTRO Girlz & Boyz』にも収録されている。ちなみに山下は2009年のライブで『アトムの子』を披露した際に、アトムをモチーフにしたということで曲中に1コーラスだけ「鉄腕アトム」を歌っている。これはシングル『僕らの夏の夢/ミューズ』の3曲目の北海道厚生年金会館でのライブバージョンで聞くことができる。
- 設定上におけるアトム誕生日の2003年4月7日は、現実では奇しくも阪急電鉄経営の「宝塚ファミリーランド」（兵庫県宝塚市）の閉園日となった。同園は青年期までの手塚が通ったゆかりの地でもある。現在、同園跡に隣接して宝塚市立手塚治虫記念館が建っている。
- 手塚治虫は鈴木光明に、アトムの前身は映画『メトロポリス』のマリアで、着想のヒントになったと語っていた。
- アニメ版の主題歌を作詞した谷川俊太郎は、後に「百三歳になったアトム」という詩を書いている[117]。
- 1996年4月10日 - 6月26日、日本テレビ系列で放送された『竜馬におまかせ!』内で「竜馬の寝癖を見て驚いた人が日記に竜馬の肖像画を書きとめ、その日記を昭和になり発見した少年が肖像画をヒントにアトムを産み出した」というコメディ描写があった。
- 2008年4月7日（アトムの誕生日）、検索エンジンGoogleが、検索トップページのタイトル画像を、鉄腕アトムをテーマとするデザインに一日限りで変更した。新聞記事によれば、手塚プロ側から、手塚治虫生誕80周年と、アトム5歳の誕生日とを記念し、Googleへコラボを持ちかけたとのこと。
- 2012年、ブラジルの漫画家マウリシオ・デ・ソウザの漫画に『ジャングル大帝』他と共に起用[133]。

## 鉄腕アトムから着想を得た海外の子供型ロボット

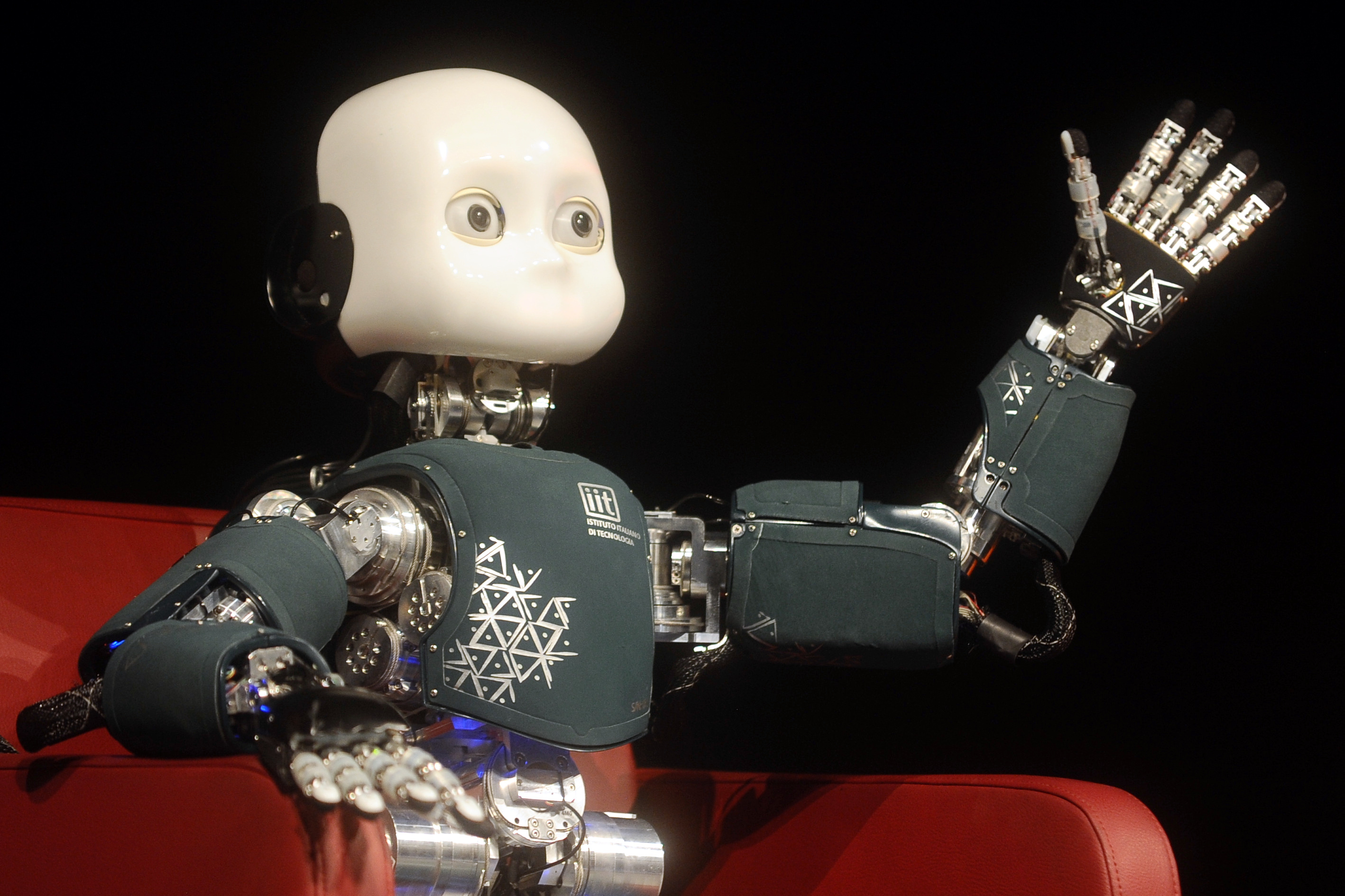
iCub（2018年6月）

iCub（イタリア共和国・イタリア技術研究所（IIT））
イタリア技術研究所（IIT）を中心に研究・開発がおこなわれている子供型二足歩行ロボット。
身長104cm、体重22kg、全53自由度の3歳半の子供サイズの人型ロボット。設計はオープンソースとなっており、如何様にもカスタマイズ可能。将来的にはドイツの「JETCAT」社製造の模型飛行機用ターボジェット『JETCAT P-100RX』エンジン（推力：10.9kg）および『JETCAT P220-RXi』エンジン（推力：22.4kg）を（左右腕部に各々『JETCAT P-100RX』エンジン1基ずつ2基、左右背部に各々『JETCAT P-220-RXi』1基ずつ2基の合計4基）装着することにより、（短時間ではあるが）時速30km程度での低空下での自律飛行の実現を目指している。

## 著名なファン
- 大和田伸也（俳優）
  - テレビで「アトムは理想の息子」と語っている。無数のアトムグッズをコレクションしている。ファンであることが手塚プロダクション関係者に知られたのが縁で、『ASTRO BOY 鉄腕アトム』では天馬博士とシャドウの声を担当した。
- 下條アトム（俳優）

- 山下達郎（シンガーソングライター）
  - 手塚治虫のファンで、コマ割りからセリフまで覚えているという程。手塚治虫死去を受けてトリビュート・ソングとして『アトムの子』を製作する。